# Koronacja królów i cesarzy Świętego Cesarstwa Rzymskiego

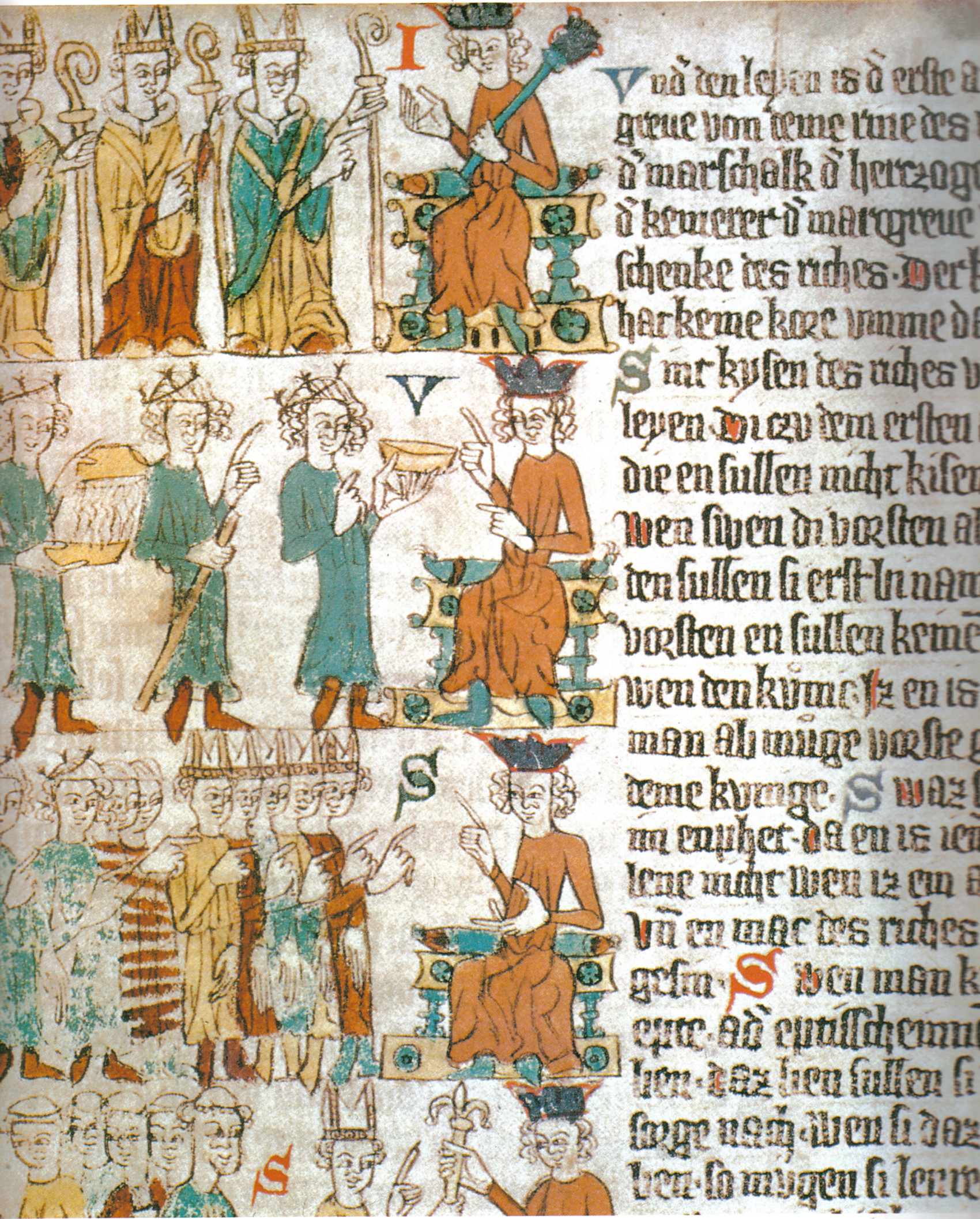
Wybór króla. U góry: trzej elektorzy duchowni podczas wyboru wskazują na króla. Środek: Palatyn reński jako stolnik Rzeszy przekazuje złotą misę, za nim książę saski z berłem marszałka i margrabia brandenburski jako komornik Rzeszy trzyma misę z gorącą wodą. Na dole: nowy król przed panami Rzeszy (Zwierciadło saskie z Heidelbergu)

Koronacja królów i cesarzy Świętego Cesarstwa Rzymskiego – rytuał wokół właściwej koronacji cesarzy rzymskich, który pozostał właściwie niezmieniony aż do koronacji ostatniego cesarza rzymskiego, Franciszka II. Ustalenia Złotej Bulli Karola IV z 1356 określiły przebieg ceremonii. Słowo koronacja oznaczało od tej pory cały przebieg uroczystości, jak również właściwy akt „nałożenia korony”, czyli koronację w ścisłym tego słowa znaczeniu. Na ceremonię miał wpływ elekcyjny charakter monarchii połączony z tradycją antycznego cesarstwa rzymskiego, królestwa i cesarstwa Franków oraz intronizacji germańskich królów.

## Historia

### Średniowiecze

#### Początki ceremonii
Ceremonia koronacji rozwijała się przez kilka stuleci, biorąc swój początek z germańsko-frankijskiej tradycji podniesienia króla na tarczy jako znaku, że jest on wodzem wybranym przez lud. Wprawdzie Izydor z Sewilli wspomina o używaniu złotej korony przez królów zachodnich Gotów i Longobardów, ale jest wątpliwe by te korony miały symboliczne znaczenie podczas inauguracji władzy.
Nie ma mowy o koronacji w ścisłym tego słowa znaczeniu w przypadku Pepina Krótkiego, którego władzę zalegalizował papież podczas ceremonii 28 lipca 754 Einhard opisuje ją następująco:
Został ręką świętej pamięci arcybiskupa i męczennika Bonifacego pomazany świętymi olejami i zgodnie ze zwyczajem Franków posadzony na tronie w Soissons.
Współczesne źródła nie wspominają o innym obrzędzie niż pomazanie. Być może jednak koronacja odbywała się jako akt dodatkowy. Godne podkreślenia jest, że ceremonia podniesienia zajmowała centralne miejsce także podczas objęcia władzy w wydzielonych im częściach Państwa Franków przez Karola Wielkiego i Karlomana w 754 r. odpowiednio w Noyon i Soisson.
Jednak już w 781 r. Karol Wielki wraz z synami Ludwikiem Pobożnym i Pepinem Garbatym otrzymał od papieża Hadriana II królewski diadem. Właściwy akt koronacji miał miejsce podczas koronacji cesarskiej Karola Wielkiego przez papieża Leona III. Einhard opisał go następująco: Gdy król w dniu Bożego Narodzenia wstał po modlitwie u grobu apostoła Piotra, aby uczestniczyć w mszy, papież Leon nałożył mu na głowę koronę i odtąd nosił tytuły patrycjusza, cesarza i augusta.
Dziesięć lat później syn Karola Ludwik Pobożny, pod nieobecność papieża, koronował się w Akwizgranie na cesarza i następcę ojca. Ludwik sam nałożył sobie koronę na głowę. Stało się tak na wyraźne polecenie Karola Wielkiego. Kościół i tron, na którym siedział podczas ceremonii, będą miały w przyszłości ogromne znaczenie w średniowiecznych uroczystościach koronacyjnych królów niemieckich.
Wraz z koronacją cesarską Ludwika Pobożnego w Rzymie w 816 r. przez papieża Stefana V koronacja stała się aktem liturgicznym, namaszczenie i właściwa koronacja uległy połączeniu. Wydany porządek koronacyjny określał przebieg ceremonii.
Nie wiadomo czy podobnie, jak to działo się w okresie środkowego średniowiecza, także żony władców były koronowane lub namaszczane. Wiadomo, że Lotar II w 862 r. rozkazał swoją drugą żonę Waldradę podnieść i koronować na królową. Najstarszy tekst porządku koronacyjnego o koronacji królowej pochodzi z 866 r. i dotyczy królowej Irmintrudy żony Karola Łysego.

#### Państwo wschodniofrankijskie i powstające Święte Cesarstwo Rzymskie

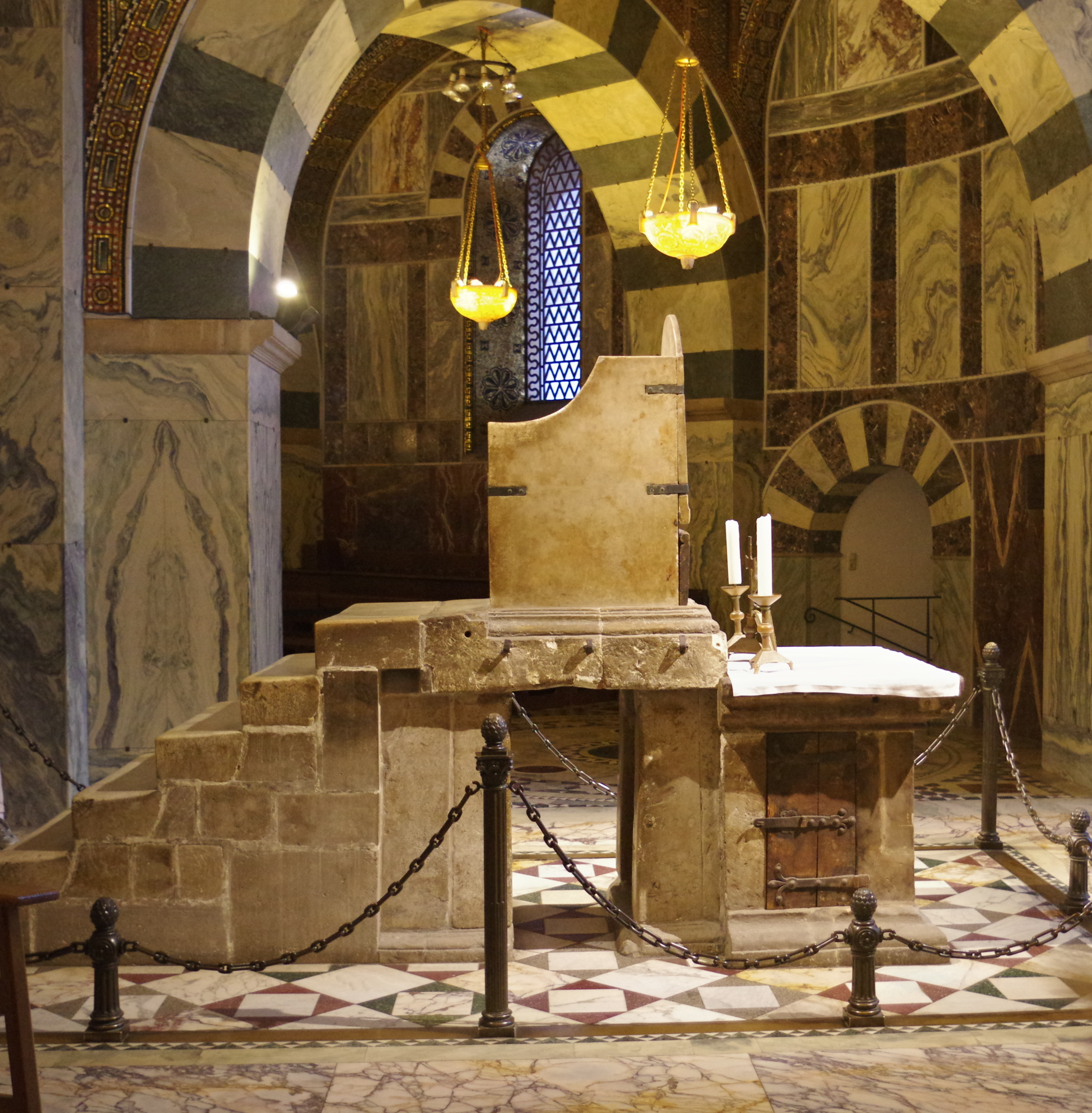
Tron cesarski w katedrze w Akwizgranie

Znaczenie jakie dzięki Karolowi Wielkiemu uzyskał Akwizgran dla ceremonii koronacyjnych w następnych stuleciach wskazuje fakt, że po śmierci wschodniofrankijskiego króla Henryka Ptasznika zgromadzenie wyborcze w 936 r. zwołano właśnie w tym mieście. Wybrano na nim na króla syna Henryka Ottona I, który również został wówczas w tym miejscu koronowany. Aż do 1531 r. niemal wszyscy królowie niemieccy zostali koronowani w Akwizgranie. W Moguncji, Kolonii i Bonn odbyły się w sumie cztery koronacje.
Wraz z koronacją Ottona rozpoczął się rozwój ceremonii, który trwał aż do ostatniej koronacji cesarskiej w 1792 r. Czysto świecki akt posadzenia na tronie wywodzący się z frankijsko-germańskiej tradycji stopił się na zawsze z pomazaniem i liturgią mszy św. w jedną manifestację władzy, która czyniła widocznym sakralny wymiar władzy królewskiej. Z tym łączyło się podkreślenie boskiego zatwierdzenia panowania wobec poddanych, jak również błogosławieństwo boskie dla władcy. Korona, w której niejednokrotnie znajdowała się relikwia, była znakiem boskiego zatwierdzenia i reprezentowania Chrystusa na Ziemi. Wraz z koronacją król stawał się nowym człowiekiem.
Rzadki średniowieczny opis koronacji zawdzięczamy Widukindowi z Korbei, który był naocznym świadkiem koronacji Ottona w Akwizgranie. Kronikarz pisze o jej przebiegu w swoich Res gestae saxonicae: W Akwizgranie zebrali się książęta, dostojni hrabiowie i inni szanowani możni Rzeszy i po przysiędze wierności wynieśli nowego króla na tron Karola Wielkiego. W dniu koronacji król poszedł wraz z towarzyszącym mu klerem i panami Rzeszy do kościoła, w którym czekał na niego arcybiskup Moguncji. Biskup wymienił prawa panującego i towarzyszył mu do środka kościoła. Po symbolicznym hołdzie zgromadzonych Otton otrzymał insygnia Rzeszy, miecz, płaszcz, berło i sprzączkę.
Po namaszczeniu przez arcybiskupów Hildeberta i Wigfrieda nastąpiła koronacja. Widukind tak opisuje dalszy przebieg uroczystości: Po zakończeniu obrzędów, obaj arcybiskupi odprowadzili króla do tronu, na który prowadzą kręte schody. Stoi on między dwoma marmurowymi kolumnami niezwykłej piękności. Stąd mógł on wszystkich widzieć i przez wszystkich być widzianym.
Po śpiewach chórowych i uroczystej mszy następowała uczta w palatium. Widukind wzmiankuje, że książęta sprawowali wówczas swoje dworskie urzędy. Na podstawie krótkich wyjaśnień jest oczywiste, że nie chodziło tylko o akty czysto symboliczne, jak to miało miejsce w późniejszym okresie. Z tych honorowych służb książąt rozwinęły się w następnych stuleciach honorowe urzędy, które od momentu bezkrólewia sprawowali czterej świeccy elektorzy, a w ich zastępstwie działali posiadacze dziedzicznych urzędów.

#### Środkowe i późne średniowiecze

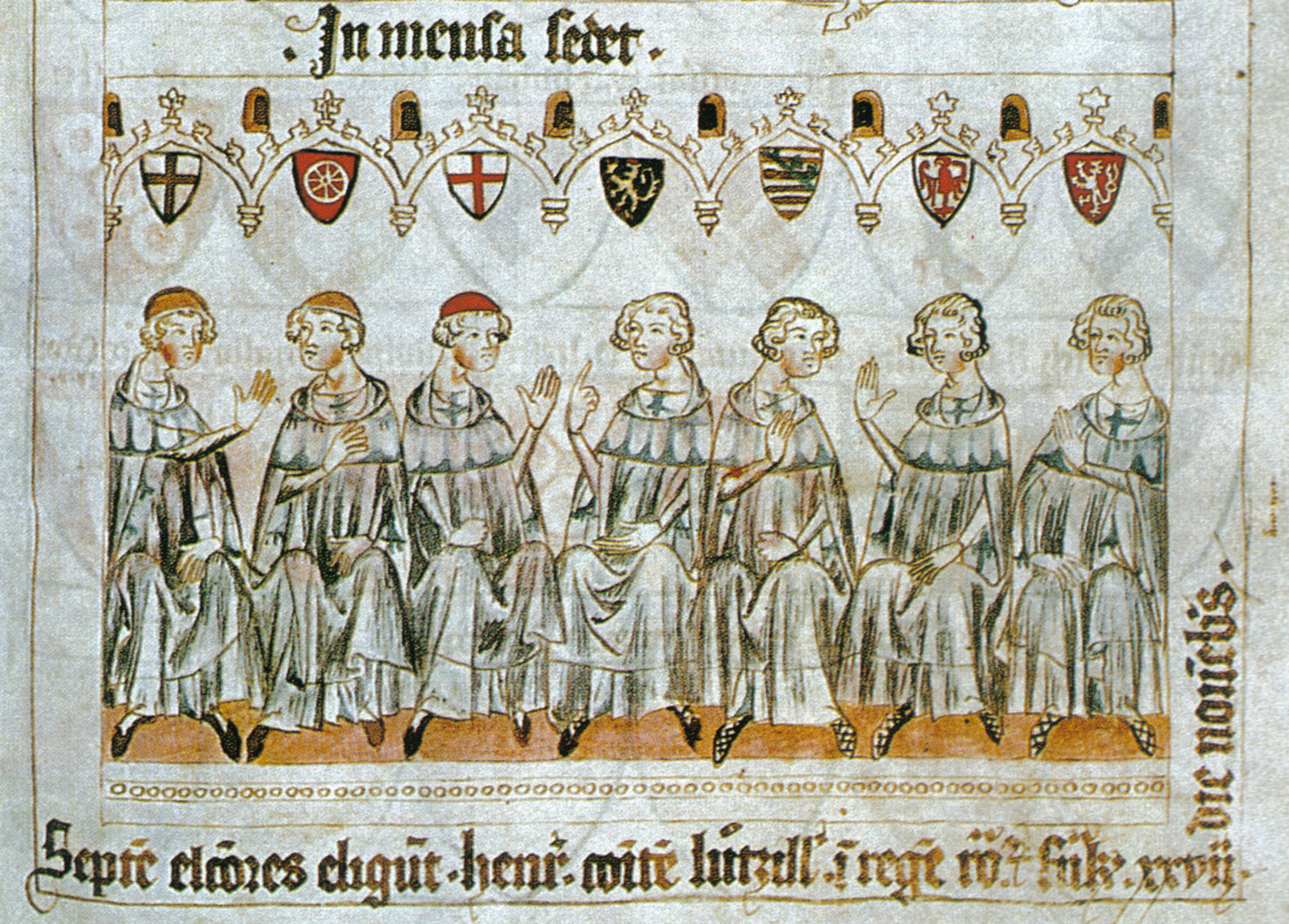
Siedmiu elektorów wybiera Henryka VII na króla. Miniatura z Codex Balduineus

Akt właściwej koronacji w rozpoczynającym się środkowym średniowieczu nie wydaje się być ostatecznie nieodzowną częścią ceremonii. Dla przykładu Wipo informuje, że już dzień po wyborze Konrada II został on w pośpiechu namaszczony. Kronikarz nie wspomina o koronacji, a tym bardziej o koronie zwanej dziś koroną Rzeszy. Nie wiadomo kiedy i z jakiej okazji ta korona otrzymała kabłąk, którego powstanie jest wiązane z osobą Konrada.
Ze źródeł wiadomo, że w okresie od X do XIV w. wybór króla rzadko następował w miejscu koronacji. Działo się to na terenie neutralnym, który mógł zapewnić odpowiedni odstęp pomiędzy obozami często zwaśnionych wielkich panów. Zebrania wyborcze często odbywały się pod gołym niebem, aby ich uczestnicy nie tracili się z oczu. Wybór Konrada II odbył się na równinie nad Renem koło Kamba, miejscowości leżącej naprzeciw Oppenheim pomiędzy Wormacją a Moguncją, zgromadzenie wyborcze Lotara III miało miejsce nad Renem koło Moguncji, a Karola IV w 1346 r. na tronie królewskim w Rhens.
Współczesne źródła wzmiankują obóz namiotów książąt przybyłych na wybór Lotara, który wzniesiono po obu stronach Renu, jak również trudności organizacyjne i dyplomatyczne, które musiał przezwyciężyć przewodniczący zebrania, aby przeforsować swojego kandydata. Wybory nie były głosowaniem ograniczonej liczby wyborców w obecnym tego słowa znaczeniu, ale osiąganiem kompromisu. Im więcej panów Rzeszy brało udział w wyborze, tym większa była legitymizacja wybranego. W wyborach powinien być widoczny „głos Boga”. Ponieważ jednak Bóg miał tylko jeden głos wybór powinien być jednomyślny. Z tego względu wyborcy, którzy nie popierali kandydata nie przyjeżdżali lub odjeżdżali przed właściwym aktem wyboru. Ci książęta albo składali hołd później, co zazwyczaj było okupione ustępstwami i przywilejami albo wybierali własnych kandydatów. Dochodziło zatem do wyboru kilku króli co prowadziło do konfrontacji zbrojnej lub do pokornego podporządkowania się jednego z wybranych, przy wyborze którego głos Boga nie był słyszalny.
Porządek koronacyjny z XIV w., Coronatio Aquisgranensis, przypisywany koronacji Henryka VII w Akwizgranie pokazuje przebieg ceremonii w tym czasie. W odróżnieniu od koronacji Ottona I arcybiskup Kolonii był jedynym koronatorem. Towarzyszyli mu arcybiskupi Trewiru i Moguncji. Przebieg samej uroczystości, jak się wydaje, nie zmienił się. Także wówczas król był poddawany symbolicznej próbie wiary, namaszczany, przysięgał wierność wobec Kościoła, jak również otrzymywał koronę oraz insygnia. W identyczny sposób koronowana była królowa Małgorzata Brabancka; jej koronacja jest również wzmiankowana.

#### Miejsca koronacji
Akwizgran, miejsce pochówku Karola Wielkiego, aż do 1531 r. był miejscem większości koronacji. Tutaj koronowano pierwszego władcę Świętego Cesarstwa Rzymskiego Ottona I, a potem jego syna Ottona II i wnuka Ottona III. Henryk II i Konrad II zostali koronowani w Moguncji, Henryk III i Henryk IV ponownie w Akwizgranie. Spośród antykrólów Rudolf Szwabski był koronowany w Moguncji, a Herman z Salm w Goslarze.
Obaj synowie Henryka IV, Konrad i Henryk V byli koronowani w Akwizgranie, Podobnie jak Lotar III, Konrad III i Fryderyk I Barbarossa. Henryk VI już za życia ojca został koronowany w Akwizgranie.
Po podwójnej elekcji w 1198 r. Otto IV został koronowany w Akwizgranie, a jego rywal Filip Szwabski w Moguncji. Ten ostatni po zwycięstwie nad Ottonem IV kazał w 1205 r. koronować się po raz drugi w Akwizgranie przez właściwego koronatora.
Podobnie w Moguncji odbyła koronacja Fryderyka II, natomiast jego syn Henryk VII Hohenstauf jako współwładca był koronowany w Akwizgranie. Henryk Raspe nie był w ogóle koronowany, natomiast Wilhelma z Holandii koronowano w Akwizgranie. W czasie Wielkiego Bezkrólewia Alfons Kastylijski nie był koronowany w Rzeszy, natomiast jego rywal Ryszard z Kornwalii wkrótce po swoim wyborze odbył koronację w Akwizgranie.
Goslar, miejsce koronacji Hermana z Salm, trzeba postrzegać jako wyjątek. Pominąwszy Moguncję, widać wyraźnie, że Akwizgran od czasów Karola Wielkiego był oficjalnym i najważniejszym miejscem koronacji i pozostał nim do końca średniowiecza. Tu koronowano Rudolfa z Habsburga, Adolfa z Nassau, Albrechta I, Henryka VII, Ludwika Bawarskiego, Wacława IV, Zygmunta Luksemburskiego, Fryderyka III i Maksymiliana I.
W innych miejscach odbyły się tylko trzy uroczystości: Fryderyk III Piękny i Karol IV Luksemburski zostali koronowani w Bonn, a Ruprecht z Palatynatu w Kolonii. Stało się tak dlatego, że Akwizgran znajdował się pod panowaniem ich przeciwników. Jak ważna była uroczystość we właściwym miejscu dla legitymizacji władzy świadczą fakty, że Karol IV i Ruprecht później odbyli ponowną koronację w Akwizgranie.

#### Złota Bulla
Wraz z wydaniem Złotej Bulli Karola IV w 1356 przebieg elekcji cesarskiej został ostatecznie ustalony. Aż do 1806 stała się ona jądrem porządku prawnego Rzeszy. Złota Bulla w przeciwieństwie do dotychczasowych zasad stawiała w centrum tytuł królewski. Było to konieczne, gdyż od czasu konfliktu o inwestyturę między papieżem a cesarzem została zakwestionowana duchowa legitymacja władzy panującego. To zmusiło do prawnego usankcjonowania władzy.
Jedynie na mocy wyboru elekt otrzymywał wszystkie prawa króla i przyszłego cesarza. Wprawdzie określono, że koronacja cesarska odbywać się miała w Rzymie, ale nie oznaczała ona odtąd papieskiego zatwierdzenia nowego władcy. Tylko kilku następców Karola IV koronowało się na cesarzy: Zygmunt Luksemburski w 1433 r., Fryderyk III w 1452 w Rzymie i Karol V w 1530 w Bolonii.
Ponadto ustalono, że wybór będzie dokonywany większością głosów, tak że od tej pory nie dochodziło do podwójnych elekcji, gdyż strona przegrana musiała akceptować wynik wyborów. Zasady większości i braku konieczności papieskiej legitymacji dla monarchy zostały zawarte już w deklaracji z Rhense z 4 sierpnia 1338 Wówczas podczas spotkania elektorów, które odbyło się nie z racji wyborów, ale z powodu konfliktu pomiędzy Ludwikiem Bawarskim a papieżem, powołano kolegium elektorów. Złota Bulla zatwierdziła podjęte decyzje i nadała im moc prawną.
Najważniejszą zmianą okazało się ograniczenie prawa wyboru do siedmiu elektorów. Byli nimi arcybiskupi Kolonii, Moguncji i Trewiru, palatyn reński, książę saski, margrabia brandenburski i król Czech. Wcześniej wszyscy wielcy panowie Rzeszy mieli prawo głosu, nawet jeśli nie było jasne, którzy książęta Rzeszy mają aktualnie to prawo. Dla przykładu spory budziły kwestie czy książęta z należącej do cesarstwa części Włoch mogą brać udział w wyborach i czy takie prawo posiada książę czeski.
Koronacja króla niemieckiego następowała od tygodnia do trzech tygodni po wyborze i potwierdzała akt wyborczy jedynie formalnie, co jest widoczne w źródłach, gdyż władcy liczyli czas panowania od chwili wyboru. Prawne znaczenie koronacji zatem spadło, ale nadal odbywała się ona z dotychczasową pompą.

### Koronacje cesarskie w Rzymie

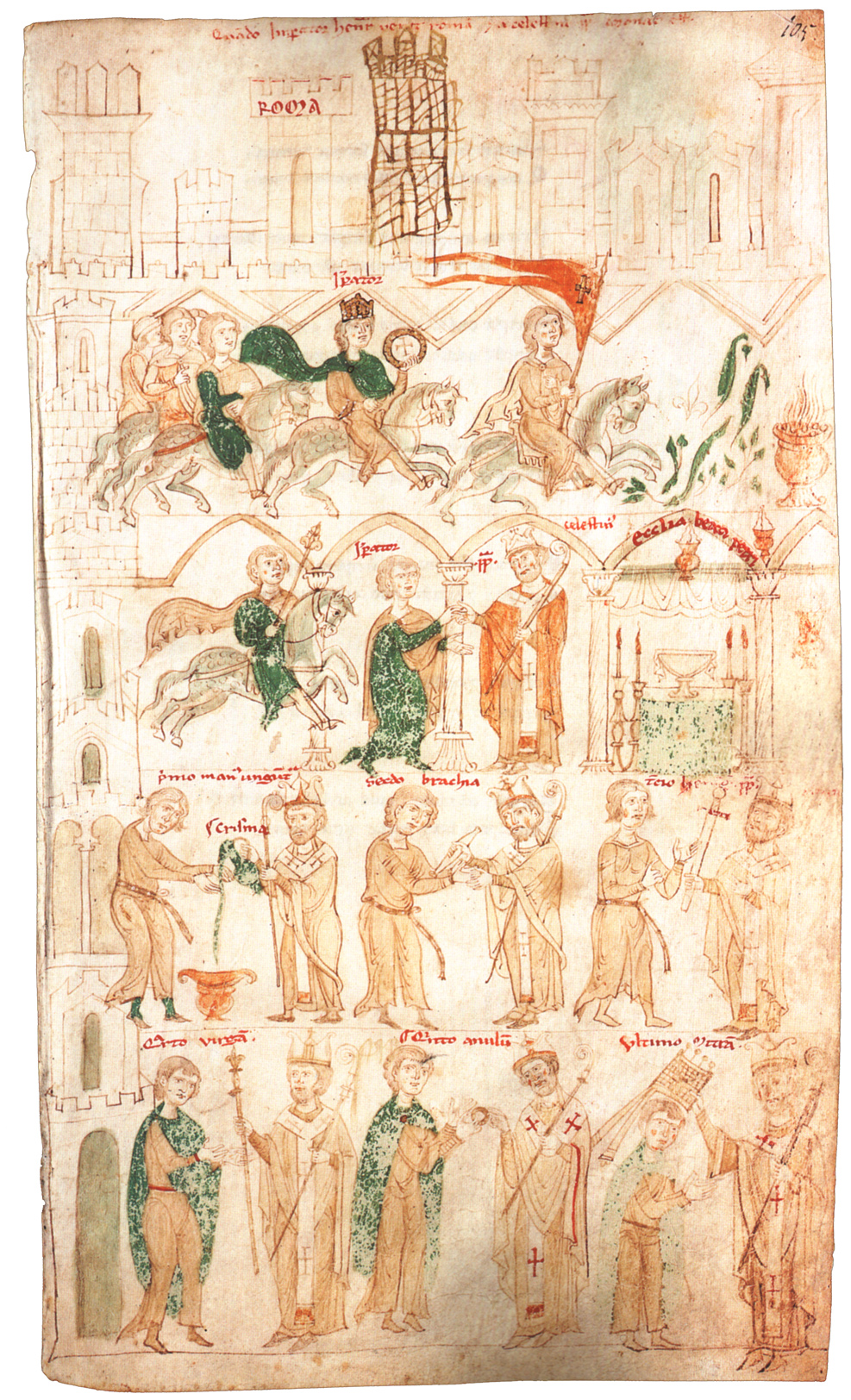
Koronacja cesarska Henryka VI. Ilustracja z Liber ad honorem Augusti Piotra de Ebulo, 1196

Aż do początku okresu nowożytnego należy rozróżnić koronację na króla niemieckiego, króla poszczególnych części Rzeszy, takich jak Italia i Burgundia oraz koronację cesarską. Wprawdzie przebieg był podobny, ale ze względu na teologiczną i świecką symbolikę koronacja na cesarza była najważniejsza. Co prawda od czasów środkowego średniowiecza z wyborem na króla, który od czasów Ottonów był zwany Rex Romanorum, wiązały się roszczenia do tytułu cesarskiego, ale nie zawsze udawało się je urzeczywistnić. Z drugiej strony tytuł królewski uprawniał do władzy tylko w części Rzeszy. Tylko tytuł cesarski uprawniał do władzy w całej Rzeszy, włączając prawa panowania w Burgundii i cesarskiej Italii. Był on również związany z roszczeniami do władzy uniwersalnej. Szczególnie w późnym średniowieczu królowie niemieccy byli zmuszeni, by za pomocą korony cesarskiej zyskać dodatkową legitymację w nieniemieckich częściach Rzeszy.
Ponadto papieże od XI w. pilnowali by mieć dominującą pozycję podczas koronacji i zademonstrować swoją władzę wobec cesarza. Koronacje cesarskie, z trzema wyjątkami, odbywały się w Rzymie i dokonywał ich papież lub jak w przypadku Henryka VI wyznaczeni przez niego kardynałowie. Miejscem uroczystości była zazwyczaj bazylika św. Piotra, a w przypadku Lotara III i Henryka VII bazylika św. Jana na Lateranie.
Wcześniej miesiącami, a niekiedy latami trwały negocjacje w sprawie warunków koronacji. Jako przykład mogą służyć rokowania Fryderyka Barbarossy, jego wnuka Fryderyka II, Henryka VII i jego wnuka Karola IV. Gdy nadszedł termin uroczystości król w otoczeniu książąt i duchowieństwa jechał do Rzymu przez Alpy. Te wyprawy miały często charakter wojenny i w ich trakcie starano się ponownie podporządkować Rzeszy odpadłe od niej terytoria. Konrad II przejął pod swoją kontrolę miasta północnowłoskie usiłujące się uniezależnić. Podobnie postępowali Fryderyk Barbarossa i Henryk VII.
Po przybyciu do Rzymu przyszły cesarz obozował wraz ze świtą przed bramami miasta i wjeżdżał do niego dopiero w dniu koronacji. Wjazd wiązał się czasem z walkami z mieszkańcami miasta: Fryderyk Barbarossa musiał włożyć zbroję, natomiast Henryk VII uwikłał się w ciężkie walki, gdyż mieszkańcy usiłowali nie dopuścić go do bazyliki św. Piotra. Średniowieczne źródła opisują uroczystości bardzo zwięźle. U Wipona o koronacji cesarskiej Konrada II w 1027 można przeczytać:
Podczas Świąt Wielkanocnych, które w tym roku wypadały 26 marca, został wybrany przez obywateli rzymskich na cesarza oraz przyjął z rąk papieża cesarskie błogosławieństwo otrzymując odtąd rzymski tytuł Cesarza Augusta. Także królowa Gizela przyjęła cesarskie namaszczenie oraz otrzymała tytuł cesarzowej.
Dopiero Eneasz Sylwiusz Piccolomini, humanista i historyk, późniejszy papież Pius II w swoim dziele Historia Friderici III. sive Historia Austriaca szczegółowo opisał koronację cesarską Fryderyka III w 1452

### Koszty średniowiecznej koronacji królewskiej
Koszty koronacji dla przyszłego króla, jak również dla miejsca, w którym odbywała się uroczystość, musiały być ogromne. Brak wprawdzie szczegółowych rachunków, ale ich wielkość można w przybliżeniu oszacować na podstawie zachowanych dokumentów. Rudolf z Habsburga zastawił w 1278 hrabiemu julijskiemu Wilhelmowi IV Boppard z prawem pobierania ceł i Oberwesel z należącymi do niego prawami. Nie wystarczyło to jednak na pokrycie wyłożonych przez Wilhelma na koronację 4000 marek kolońskich i 3000 marek szterlingów więc Rudolf musiał zastawić swoją koronę za 1050 marek. Aby zdać sobie sprawę, o jaką wartość chodzi, wystarczy powiedzieć dla porównania, że w 1174 wartość dworu Bochholz koło Bergheim wynosiła zaledwie 15 marek kolońskich.

### Okres nowożytny

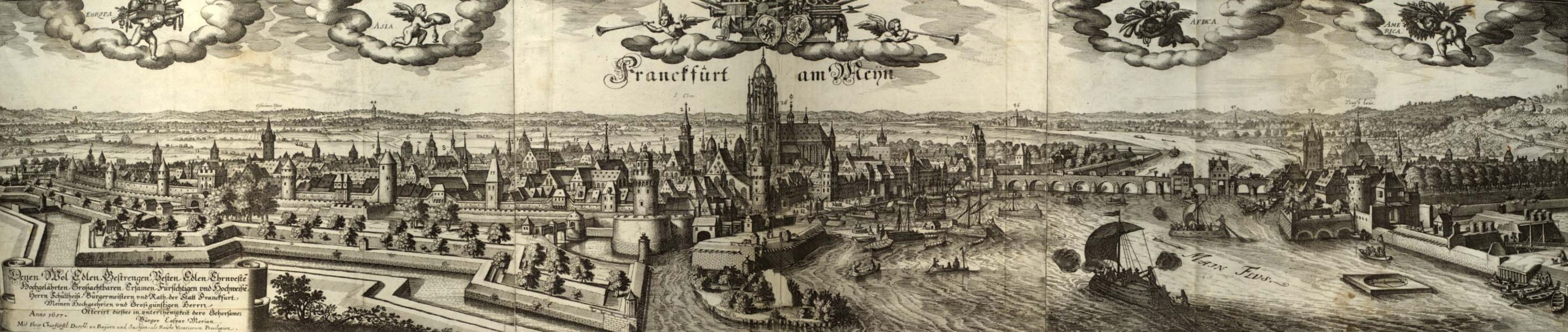
Frankfurt nad Menem w XVII w. Miejsce wyboru i koronacji od 1562 r.

Na początku XVI w. udział papieża w koronacji cesarskiej i związaną z tym wyprawę do Rzymu uznano za zbędną. Maksymilian I ogłosił 4 lutego 1508 w katedrze w Trydencie podczas uroczystej ceremonii, że będzie nosił tytuł cesarski bez wyprawy do Rzymu i papieskiej koronacji. Było to niezbędne, gdyż Republika Wenecka zabroniła Maksymilianowi przejazdu przez swoje terytorium. Powołując się na Złotą Bullę, władca ogłosił się „wybranym cesarzem rzymskim”. Tytuł potwierdził ówczesny papież Juliusz II, gdyż był on dla niego bez znaczenia, jednak nadal głosił równocześnie cesarską opiekę nad rzymskim Kościołem.
Wprawdzie następca Maksymiliana Karol V 24 lutego 1530 został przez papieża koronowany w Bolonii, ale uroczystość w zamyśle władcy miała podkreślić uniwersalny charakter monarchii. Była to ostatnia koronacja cesarska dokonana przez papieża.
Ponadto zaprzestano stopniowo rozróżniać cesarstwo od królestwa. Poszczególni władcy byli wybierani za życia poprzedników oraz koronowani na królów i stawiali się wraz z objęciem władzy cesarzami bez ponownej koronacji albo byli wybierani po śmierci poprzedników na cesarzy i w tej roli koronowani.
Od koronacji Maksymiliana II zaprzestano zapisanego w Złotej Bulli rozdzielania miejsca wyboru i miejsca koronacji. Od tego momentu koronacja odbywała się w miejscu wyboru we Frankfurcie nad Menem.
Powstaje pytanie dlaczego Akwizgran utracił pozycję dominującego miejsca koronacji. Pewne jest, że od wydania Złotej Bulli legitymacja panowania władcy nie zależała jedynie od miejsca koronacji, osoby koronatora i użycia właściwych klejnotów. Wybór przez elektorów stał się wystarczającą legitymacją przewyższającą znaczeniem miejsce wyboru.
Na korzyść Frankfurtu nad Menem, wyjąwszy fakt, że z punktu widzenia władców wywodzących się głównie z rodu Habsburgów Akwizgran był jednym z najodleglejszych miejsc Rzeszy, przemawiały także względy logistyczne i infrastrukturalne. Miał on relatywnie dobre połączenia drogami lądowymi i rzecznymi. Frankfurt leżał na szlaku północ-południe, w miejscu mniej więcej centralnym i większość elektorów mogła do niego dotrzeć po niezbyt długiej podróży. W mieście znajdowała się katedra św. Bartłomieja, która po interim augsburskim w 1548 r. została zwrócona Kościołowi katolickiemu. Była to świątynia odpowiednio duża i znacząca, by odbywały się w niej koronacje. Z powodu swojej roli jako centrum handlowego i targowego Frankfurt posiadał wiele gospód i miejskich pałaców, gdzie mogli zamieszkać posłowie przybywający na koronację.
Na początku koronacji we Frankfurcie miało miejsce pewne wydarzenie. W 1562 r. Maksymilian II nie mógł być koronowany przez arcybiskupa Kolonii, gdyż ten niedawno zmarł. Wybór nastąpił 24 listopada, co w owych czasach oznaczać mogło uciążliwą podróż do Akwizgranu. W tej sytuacji kolegium elektorów postanowiło, że obrzęd tym razem odbędzie się we Frankfurcie i dokona go miejscowy arcybiskup moguncki. Miasto Akwizgran zażądało formalnego potwierdzenia prawa do koronacji. Nowy monarcha i elektorzy zapewnili, że nic się nie zmieniło. Również później kilkakrotnie zapewniano Akwizgran, że nie utracił tego prawa choć już nigdy więcej koronacja nie odbyła się w tym mieście.

## Przebieg uroczystości koronacyjnych w okresie nowożytnym

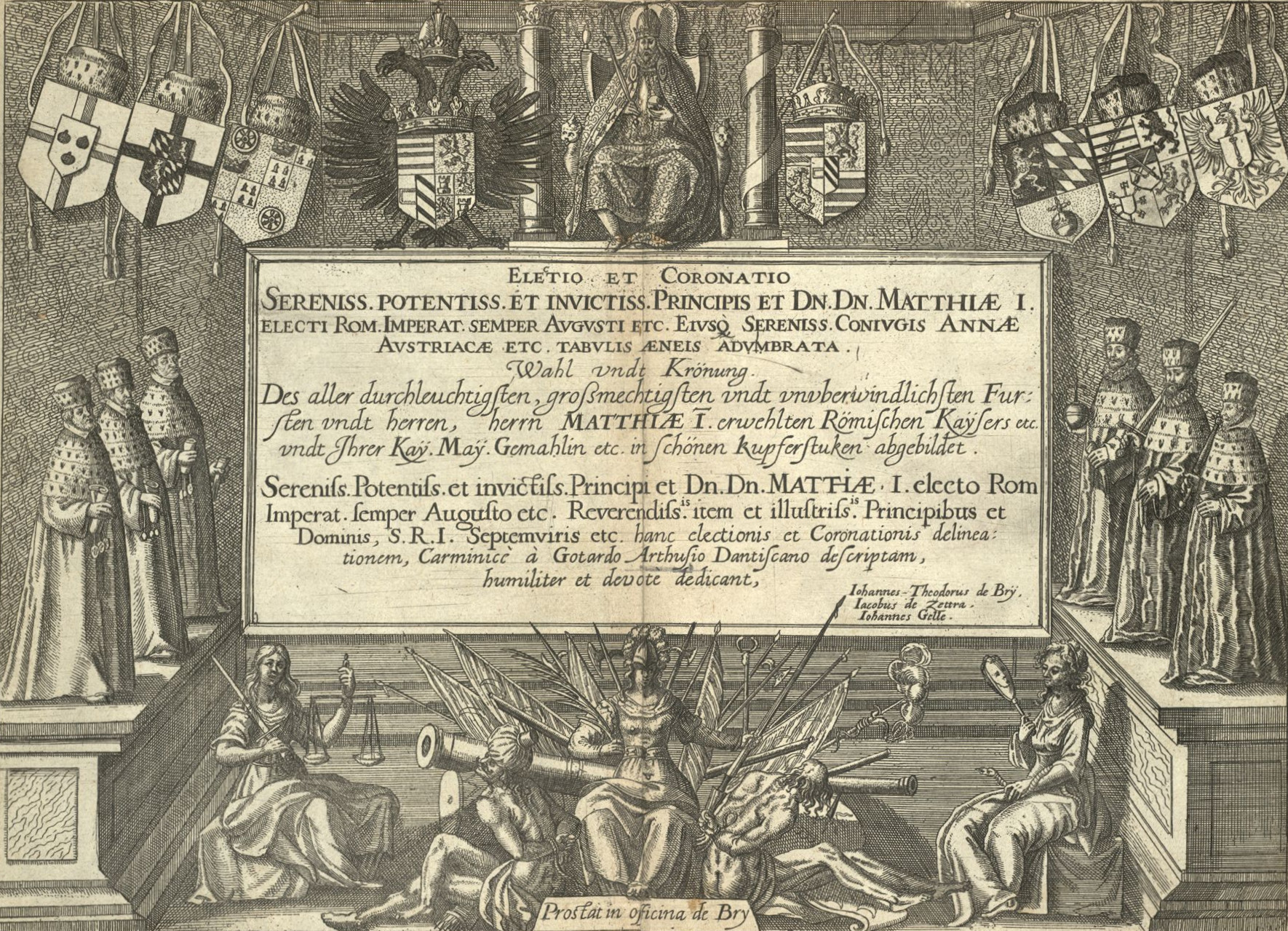
Strona tytułowa z książki upamiętniającej koronację cesarza Macieja

Wiele ilustracji w następnej sekcji pochodzi z książki Wahl undt Krönung des aller durchleuchtigsten, großmechtigsten unüberwindlichsten Fürsten und herrn, herr matthiae I., erwehlten Römischen Kaysers etc. undt Ihrer Kay. May. Gemahlin etc. in schönen Kupferstucken abgebildet z 1612 r. przedstawiającej przebieg uroczystości koronacyjnych cesarza Macieja i jego żony. W podobny sposób zostało przedstawionych wiele nowożytnych koronacji w diariuszach pokazujących blask uroczystości i potęgę cesarza. W pierwszych dziesięcioleciach XVIII w. ten rodzaj autoprezentacji władcy określono jako wiedza ceremonialna.
Ceremoniał opierał się na tradycji średniowiecznej rozszerzonej o pewne elementy, np. kapitulacje wyborcze.

### Po śmierci poprzedniego króla i cesarza
Jeśli król niemiecki nie został wybrany za życia poprzednika, jak np. Józef II, to po śmierci cesarza następowało bezkrólewie. Złota Bulla postanawiała, że po śmierci cesarza tak szybko jak to możliwe dwór cesarski powinien zawiadomić arcybiskupa Moguncji, elektora saskiego i palatyna reńskiego. Pozostali elektorzy i inni ważni książęta Rzeszy mieli być następnie przez nich poinformowani. Mniejsi książęta i inne stany byli zawiadamiani przez stały Reichstag w Ratyzbonie.
Rządy w Rzeszy przejmowali regenci, którymi byli wspólnie elektorzy saski i Palatynatu. Do czasu wydania Złotej Bulli częste były spory, kto w okresie bezkrólewia będzie prowadził sprawy Rzeszy. Zwykle były to wdowy, np. cesarzowa Kunegunda po śmierci cesarza Henryka II, ale także papież podnosił żądania zarządzania Rzeszą. Po detronizacji Fryderyka II kuria rzymska zażądała by w okresie bezkrólewia papież miał prawa wikariusza Rzeszy przynajmniej w Italii.

### Przygotowania

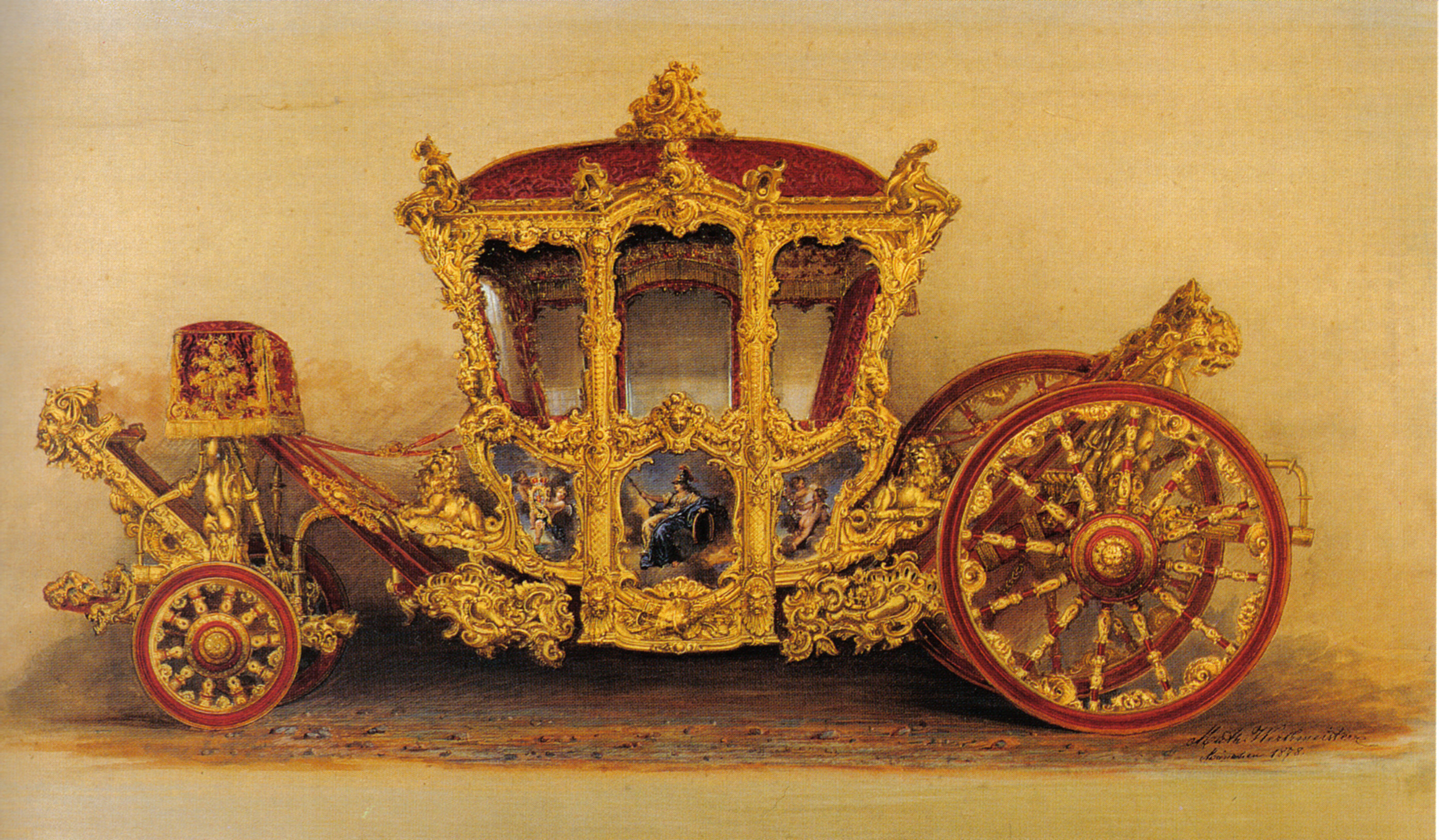
Kareta koronacyjna Karola VII używana podczas koronacji w 1742 Obecnie znajduje się w Muzeum Powozów Dworskich w Wiedniu

Złota Bulla postanawiała, że elektor Moguncji w ciągu miesiąca zwoływał kolegium wyborcze elektorów, które miało wybrać nowego króla i cesarza. Elektorzy nie mogli wprawdzie głosować pisemnie, ale mogli oddać swoje prawo głosu innemu elektorowi lub wysłać przedstawiciela. Jeśli tego nie zrobili tracili prawo głosu. W ciągu trzech miesięcy arcybiskup zapraszał elektorów do Frankfurtu.
Zaproszenie dla świeckich elektorów przekazywał wysłannik wysokiej rangi, duchownym elektorom przekazywali je kanonicy. Wysłannik był przyjmowany przez elektorów na uroczystej publicznej audiencji. Przekazywał on dokument podpisany przez elektora Moguncji i potwierdzony przez notariusza.
Każdy elektor lub jego wysłannik mógł przybyć z orszakiem najwyżej 200 konnych z tego 50 uzbrojonych. Miasto Frankfurt samo troszczyło się o bezpieczeństwo, zakwaterowanie i zaopatrzenie wysoko urodzonych gości. Poza elektorami i osobami, które im towarzyszyły, żaden obcy nie mógł przebywać w mieście, a jeśli został odkryty powinien być wygnany. Gdyby miasto sprzeniewierzyło się swoim obowiązkom miało utracić przywileje i ponieść karę.
Klejnoty koronacyjne musiały być przywiezione z Norymbergi i Akwizgranu na miejsce koronacji. Od późnego średniowiecza były one przechowywane w tych miastach. Były one uroczyście przewożone pod strażą do Frankfurtu. W mieście witał je członek rady miejskiej wraz z regimentem kawalerii. Klejnoty aż do dnia koronacji pozostawały pod pieczą wysłanników Norymbergi i Akwizgranu i krótko po ceremonii były odwożone do miejsc przechowywania.

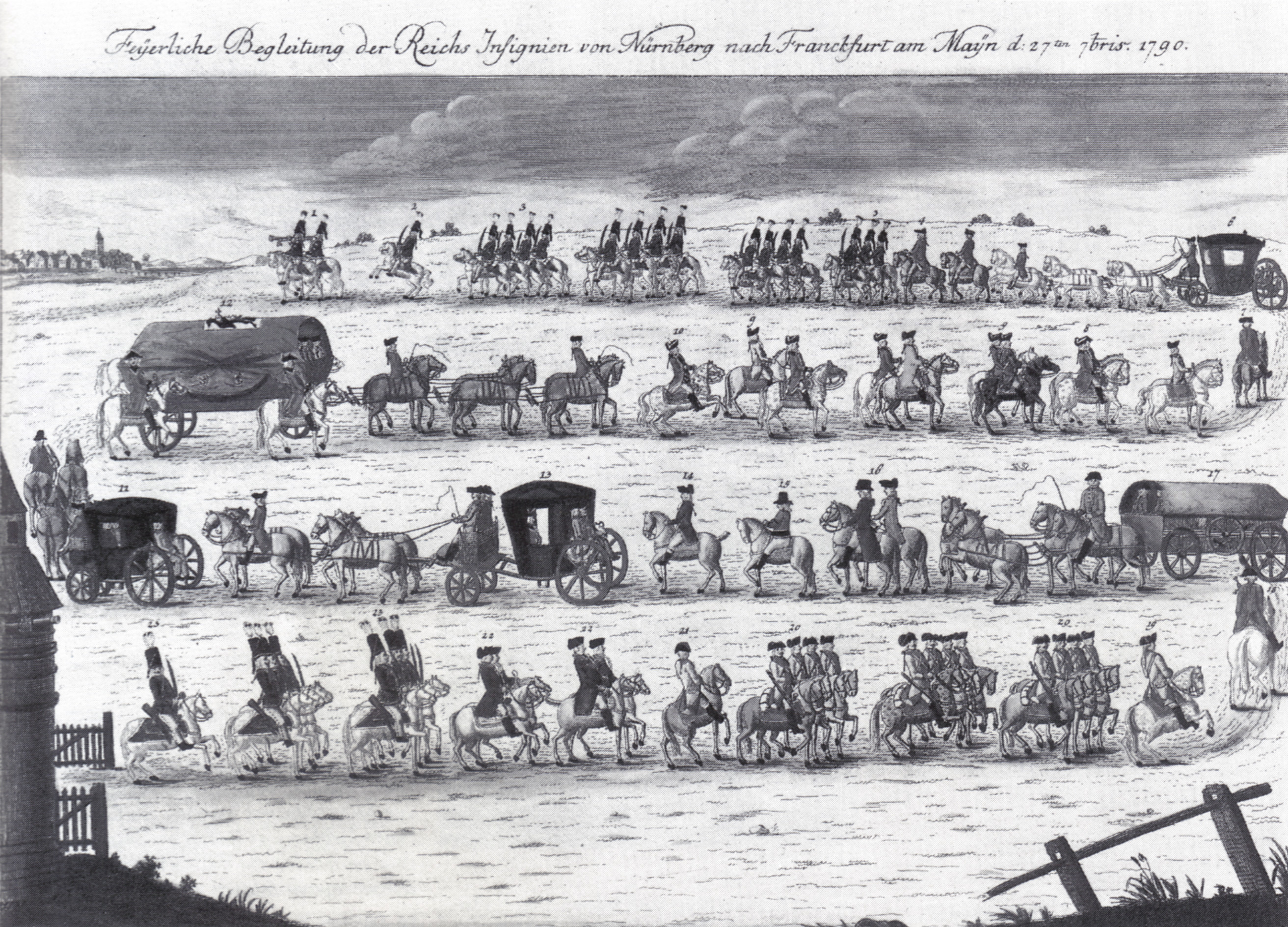
Uroczyste przewożenie klejnotów do Frankfurtu na koronację Leopolda II w 1790

Prezentowany obok miedzioryt z 1790 r. przedstawia przewożenie klejnotów z Norymbergi do Frankfurtu w 1790 na koronację Leopolda II. Klejnoty znajdują się w skrzyni na tzw. wozie koronnym, na miedziorycie w drugim rzędzie od góry, przykrytym czerwoną plandeką, na której na żółtym suknie widnieje cesarski orzeł. Na bokach wozu są widoczne cesarskie herby. Czterej kawalerzyści na siwkach nadzorują wóz. Oto pełna świta (numery odpowiadają oznaczeniom na miedziorycie):
1. 2 huzarzy-trębacze
2. 1 wachmistrz huzarów
3. 4 czwórki huzarów
4. 1 urzędnik
5. 1 książęcy woźnica
6. powóz państwowy zaprzężony w 6 koni
7. pachołkowie na koniach
8. książęcy panowie i radcy
9. komendant wozu w mundurze
10. zarządca szpitala Johann Siegmund Christian Joachim Haller von Hallerstein
11. Powóz z wysłannikami korony zaprzężony w cztery konie
12. Powóz zaprzężony w sześć koni z zarządcą zamku w otoczeniu 4 kawalerzystów
13. Wóz zaprzężony w cztery konie z 4 kawalerzystami
14. felczer Glos na koniu
15. kawalerzysta
16. 2 sekretarze deputacji koronnej na koniach
17. 2 wozy z bagażami, na pierwszym Fiscgher z Frankfurtu jako fryzjer i jäger pana Haller von Hallerstein
18. trębacz norymberski na koniu
19. kapral Ernst na koniu
20. 12 norymberskich konnych jeźdźców
21. huzarzy wraz z kapralem, zielone kurtki, białe spodnie, czarne czapki

### Wybór przez elektorów

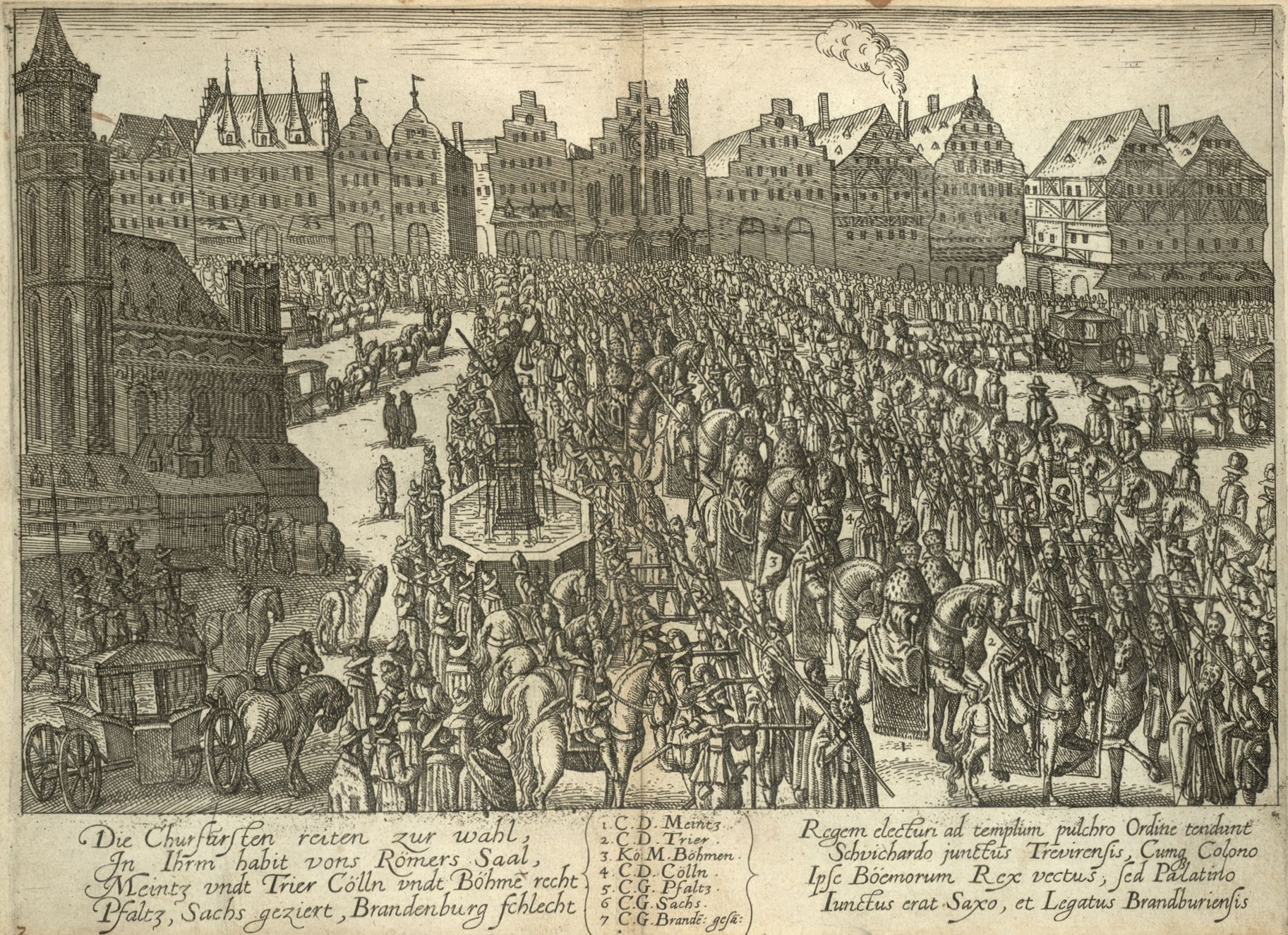
Elektorzy jadą na wybory
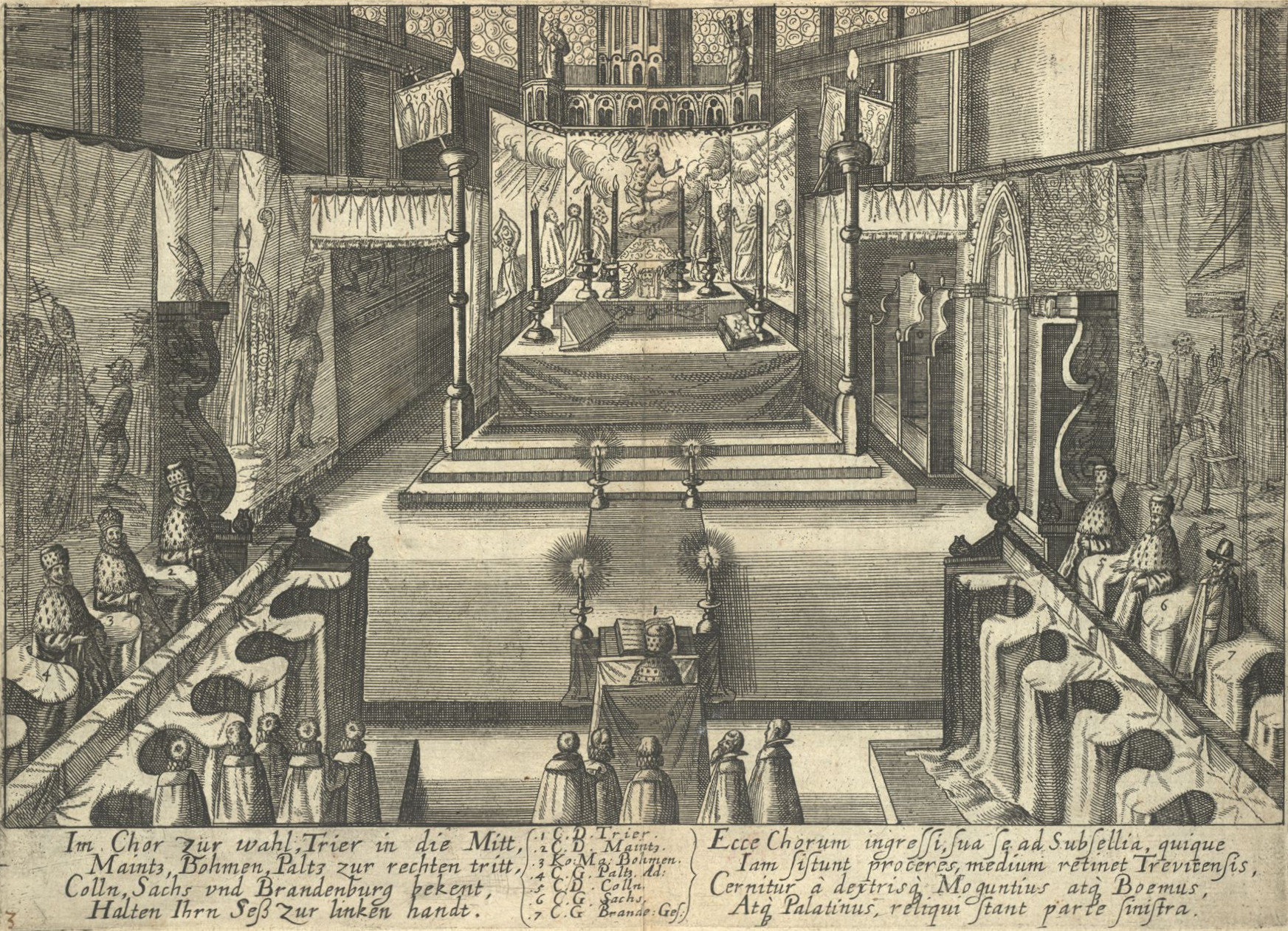
Wybór Macieja przez elektorów
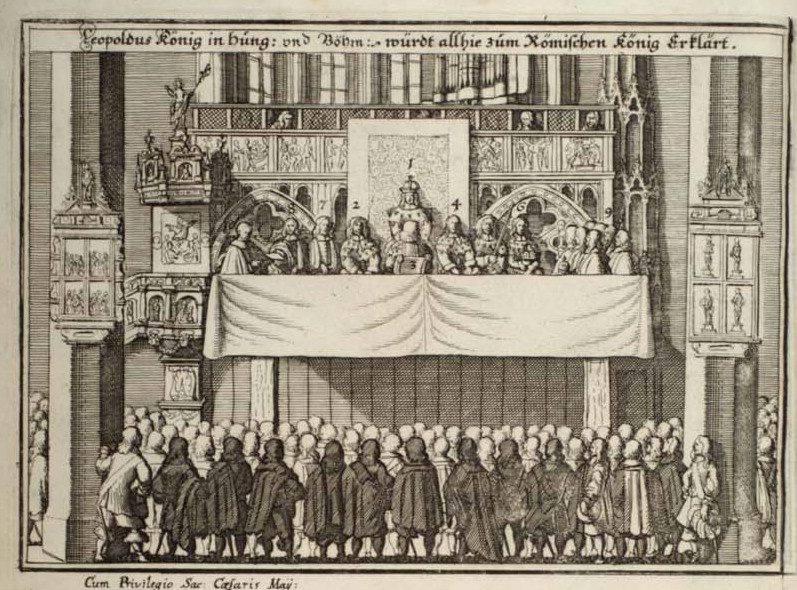
Ogłoszenie wyboru Leopolda I w 1658
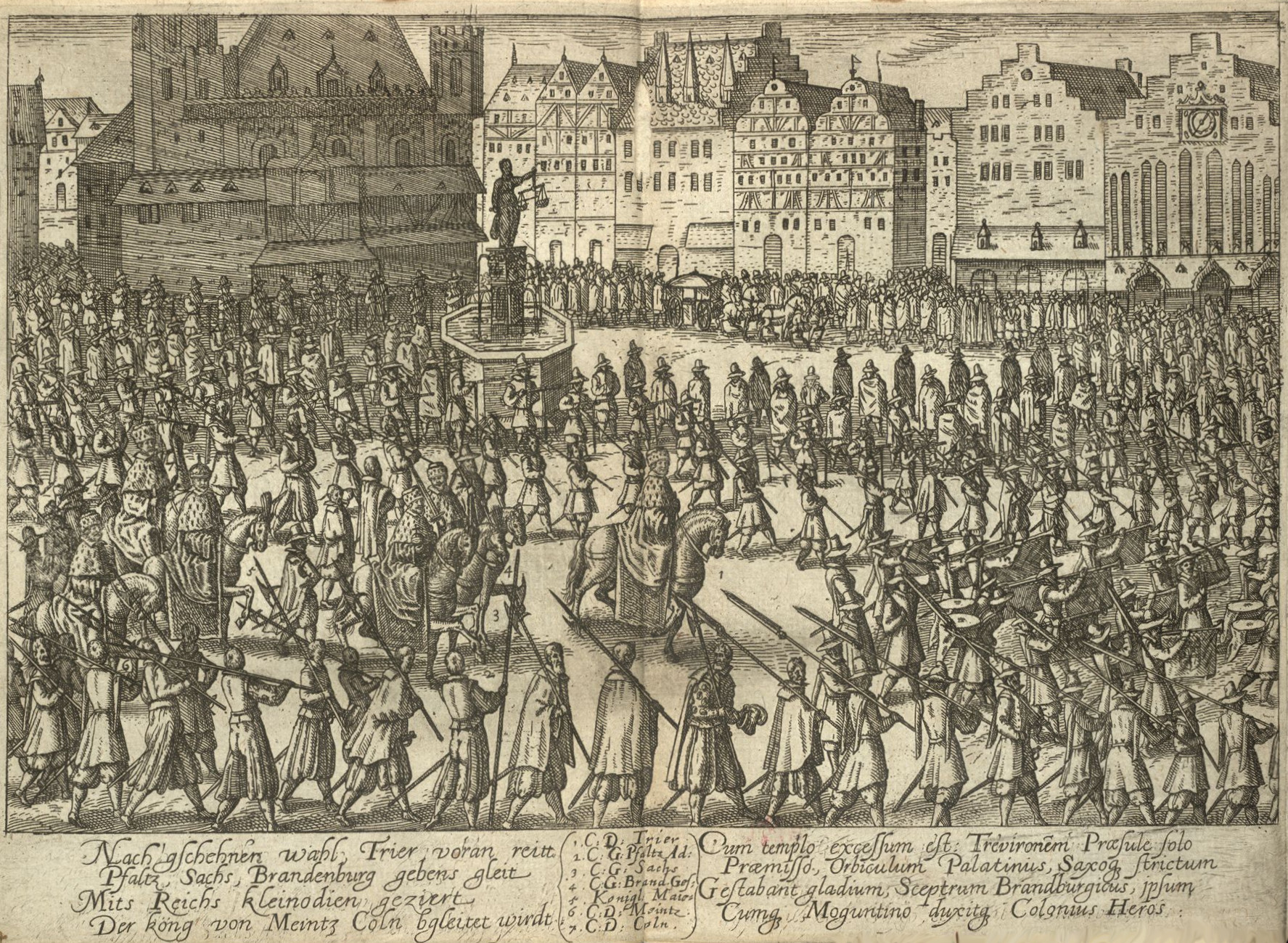
Pochód po wyborze

Sam wybór odbywał się we Frankfurcie, ale z powodu szczególnych okoliczności mógł być przeniesiony w inne miejsce. We Frankfurcie na podstawie Złotej Bulli wybrano 16 królów: od Karola V w 1519 do Franciszka II w 1792 r.
Nie wszyscy, jak już wspomniano, byli wynoszeni na tron po śmierci cesarza. Siedmiu z nich już za życia cesarza zostało wybranych i koronowanych, a po śmierci lub abdykacji w przypadku Ferdynanda II otrzymywali tytuł „obranego cesarza” bez kolejnej koronacji. Było to możliwe, gdyż Złota Bulla nie wykluczała tego wyraźnie, wręcz przeciwnie: oprócz śmierci przewidywała niesprecyzowane nadzwyczajne powody jako legitymację takiego postępowania. Nowożytna praktyka wiązała się ze średniowiecznym przekonaniem, że wraz z cesarską koronacją tytuł królewski jest wolny. Już Otton II wykorzystał je by swojego sześcioletniego syna Ottona III polecić wybrać na króla wschodniofrankijskiego.
Dzień wyboru rozpoczynał się biciem w dzwony kościelne. Siedmiu elektorów zbierało się w ratuszu, aby włożyć odświętne szaty. Z ratusza udawali się do północnego portalu katedry św. Bartłomieja, która od 1562 była miejscem wyboru i koronacji, i zajmowali miejsca w kościele. Później odprawiano mszę świętą. Uczestniczyli w niej tylko katoliccy elektorzy, a ewangelicy opuszczali świątynię i powracali po jej zakończeniu. Przysięga wyborców, jak również uroczysta deklaracja wybranego odbywały się w obecności notariuszy. Właściwa proklamacja nowego cesarza odbywała się w kaplicy wyborczej.
Po przybyciu króla do prezbiterium odmawiano modlitwy i psalmy, a władca klęczał przed ołtarzem. Później następowało wywyższenie króla poprzez posadzenie go na tronie, które zastąpiło wczesnośredniowieczne podniesienie na tarczy. Wraz z odśpiewaniem Te Deum uroczysty akt wyborczy był zakończony.

### Kapitulacje wyborcze
Od 1519 r. nowo obrany monarcha musiał zaprzysiąc wynegocjowane wcześniej z elektorami kapitulacje wyborcze. Takie umowy były zawierane przez wszystkich władców od Karola V do Franciszka II. W kapitulacjach wyborczych nowy król musiał przysiąc, że nie zamierza zmieniać elekcyjnego charakteru monarchii i naruszać praw elektorów. Obiecywał także przestrzegać postanowień Złotej Bulli.
Pierwszy taki dokument powstał podczas wyboru Karola V, ale nazwa pojawiła się dopiero podczas elekcji Ferdynanda I. W zbiorze dokumentów Unio Electoralis novissima, który zawiera wyniki narad elektorów we Frankfurcie, po raz pierwszy pojawia się nazwa kapitulacje wyborcze.
Przysięga była uroczyście składana przez elekta w kościele koronacyjnym. Od tej pory nosił on tytuł króla niemieckiego (rzymskiego). W ten sposób kończyły się wybory.

### Koronacja

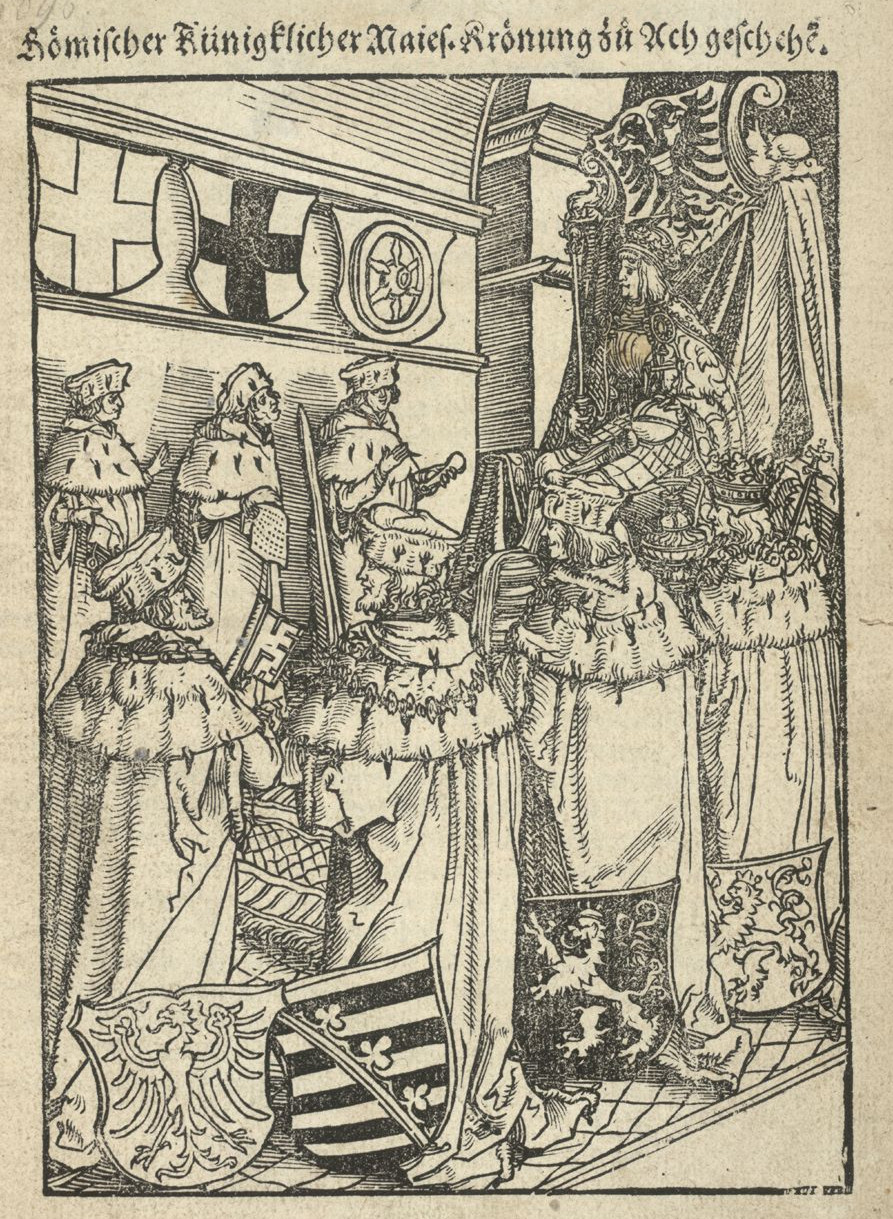
Koronacja Karola V w 1530
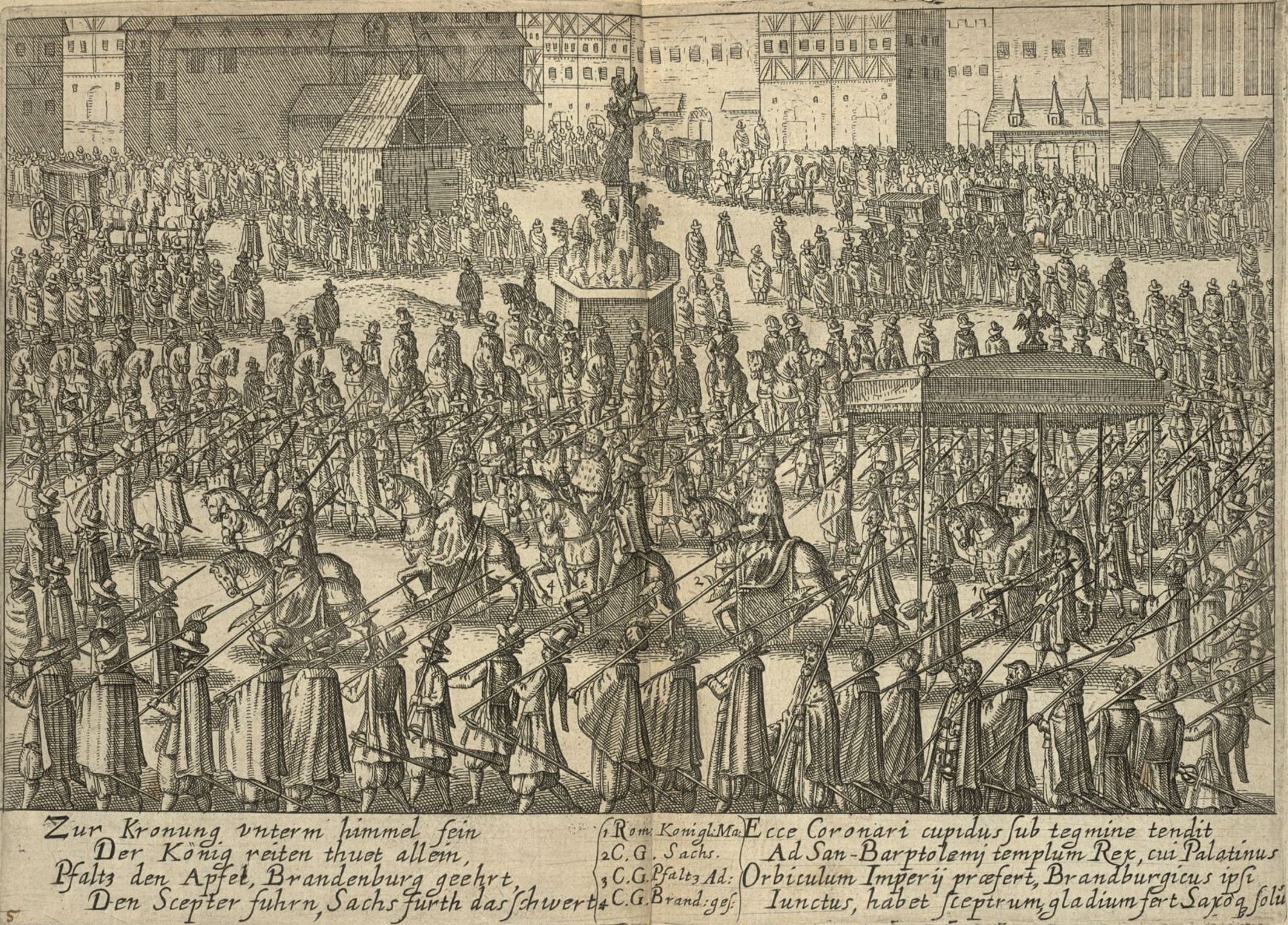
Procesja do kościoła. Elektorzy niosą przed nowym cesarzem insygnia: jabłko, berło i miecz
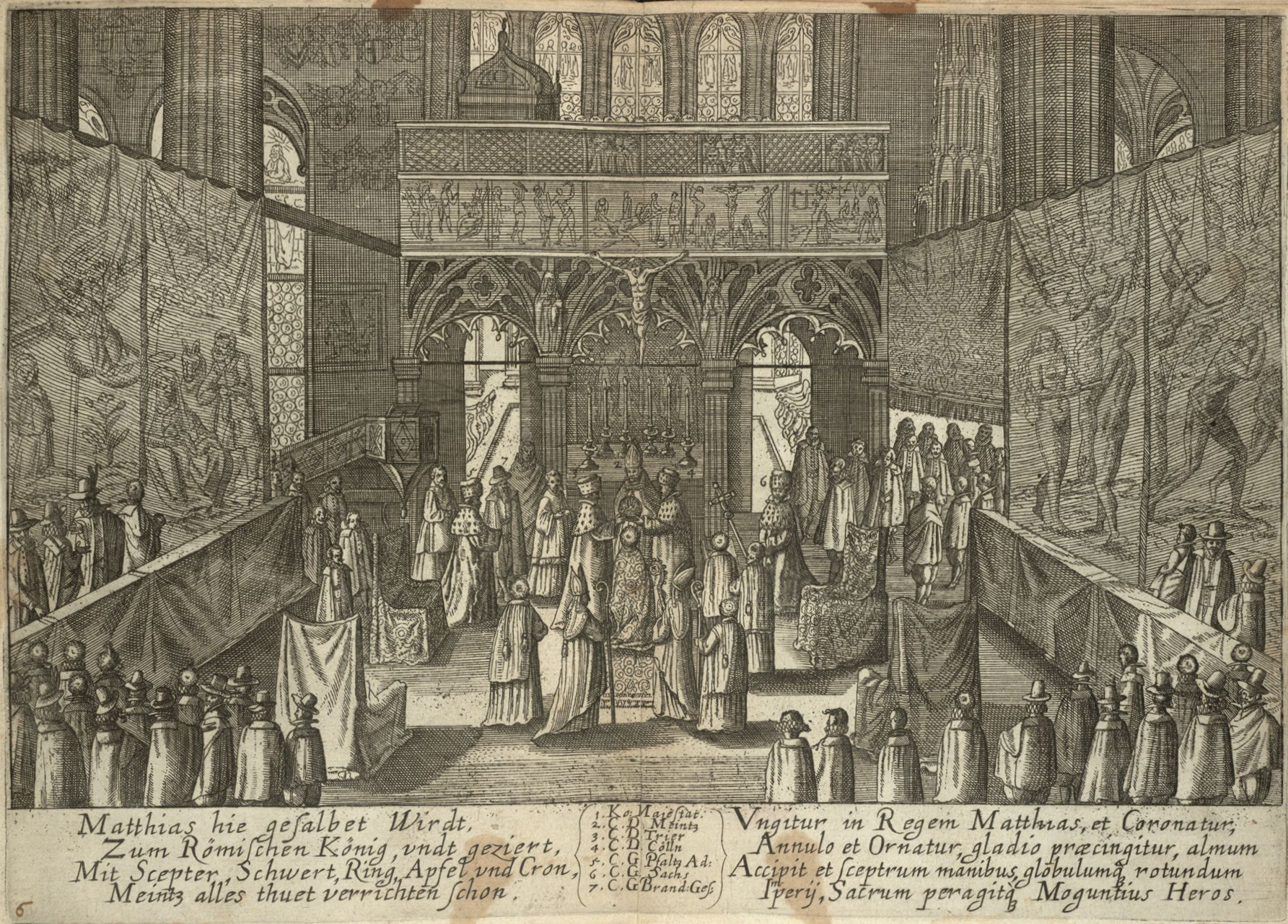
Namaszczenie i koronacja Macieja przez arcybiskupa mogunckiego
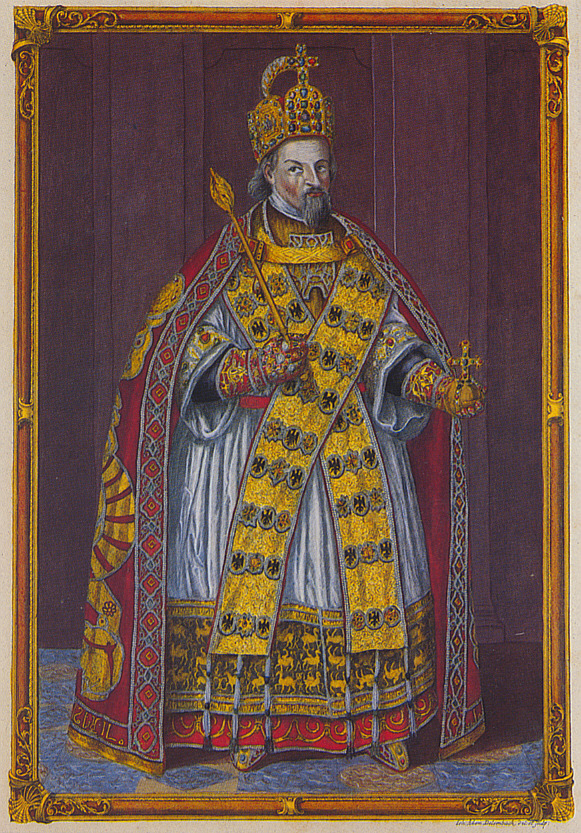
Cesarz Zygmunt w płaszczu koronacyjnym, miedzioryt Johanna Adama Delsenbacha

W dniu koronacji klejnoty Rzeszy były przynoszone do kościoła koronacyjnego, gdzie przyjmowali je dziedziczni odźwierni Rzeszy i składali na ołtarzu św. Krzyża.
W czasie procesji do kościoła świeccy elektorzy lub ich wysłannicy jechali konno przed nowym królem (cesarzem) z odkrytymi głowami. Bezpośrednio przed władcą jechał marszałek z obnażonym mieczem, przed nim stolnik z jabłkiem, przed stolnikiem komornik z berłem, a na lewo od tego ostatniego skarbnik z koroną Rzeszy.
Król jechał w swoim płaszczu – należący do klejnotów Rzeszy płaszcz koronacyjny powstał później – pod baldachimem niesionym przez 10 rajców miejskich. Za nim podążał dwór, gwardia przyboczna, frankfurcka gwardia miejska, orszak królewski, elektorzy na koniach lub w karetach.
Przed kościołem św. Bartłomieja witali króla arcybiskup moguncki i pozostali elektorzy duchowni podając mu święconą wodę. Władca wchodził do świątyni, gdzie witali go odźwierni Rzeszy: hrabia Pappenheim i hrabia Werthern. Kościoła koronacyjnego z zewnątrz pilnowała gwardia elektora mogunckiego, a wewnątrz saskiego.
Po zakończeniu antyfony elektorzy Kolonii i Trewiru prowadzili króla do ołtarza, gdzie oczekiwał elektor moguncki w arcybiskupim ornacie. Król klękał, wypowiadano modlitwy, a po ich zakończeniu władca zajmował miejsce w stallach. Po zakończeniu uroczystej mszy elektor moguncki zadawał królowi pytania po łacinie na temat obowiązków panującego. Był pytany czy jest gotowy jako wierzący w Chrystusa ślubować, że będzie tarczą Kościoła, obrońcą sprawiedliwości, dobroczyńcą Rzeszy, opiekunem wdów i sierot oraz będzie okazywać cześć papieżowi. Na wszystkie pytania król odpowiadał volo (będę). Po zaprzysiężeniu tego ślubowania elektor pytał zgromadzonych czy przyjmują tego księcia, będą posłuszni jego rozkazom i będą wzmacniać jego królestwo, na co padała odpowiedź Fiat, fiat, fiat! (Niech tak będzie).
Podczas następującego później namaszczenia król zdejmował wierzchnią szatę i przez otwory w ubraniu arcybiskup namaszczał go na czubku głowy, piersi, karku, między ramionami na prawej ręce, na przegubie prawej ręki i na prawej dłoni wypowiadając słowa namaszczam cię na króla w imię Ojca, Syna i Ducha Świętego. Olej do namaszczania był następnie wycierany bawełną i chlebem żytnim przez dwóch biskupów pomocniczych.
Następnie władca był odprowadzany przez elektorów Moguncji i Trewiru na miejsce wyboru gdzie delegaci z Norymbergi zakładali mu pończochy i buty należące do klejnotów Rzeszy. Posłowie brandenburscy ubierali władcę w albę i dalmatykę, dwóch norymberczyków podawało mu pas, zaginiony pod koniec XVIII w., który król sam zapinał. Elektor brandenburski zakładał władcy stułę.
Potem król udawał się ponownie do kościoła, gdzie podczas modlitw wypowiadanych przez arcybiskupa mogunckiego i pozostałych duchownych elektorów, otrzymywał nagi miecz Karola Wielkiego, który po zakończeniu modlitw wręczano elektorowi saskiemu. Elektor wkładał go do pochwy i przypasywał cesarzowi. Następnie władca wkładał rękawiczki, cesarski pierścień, brał berło do prawej, a jabłko do lewej ręki. Miecz Karola Wielkiego był ponownie wyjmowany z pochwy przez elektora saskiego i wręczany marszałkowi hrabiemu Pappenheimowi. Hrabia kładł trzymany dotąd miecz Rzeszy na stole obok ołtarza.
Następnie dziedziczni komornicy Rzeszy wkładali królowi płaszcz koronacyjny. Monarcha klękał, a trzej duchowni elektorzy wspólnie wkładali mu koronę na głowę. Po ponownej przysiędze koronowanego po niemiecku i łacinie kontynuowano mszę. Po jej zakończeniu władca był sadzany na tronie Karola Wielkiego, który znajdował się na podwyższeniu w południowej nawie. Następnie śpiewano Te Deum, któremu towarzyszyły wystrzały z dział i bicie w dzwony. Później monarcha siedząc na tronie przyjmował gratulacje elektorów. Na koniec król z własnej woli i na wniosek elektorów nadawał szlachectwo. Zazwyczaj otrzymywali je, np. wysłannicy Akwizgranu i Norymbergi, którzy przywozili klejnoty do Frankfurtu.

### Elektorzy symbolicznie sprawują swoje urzędy

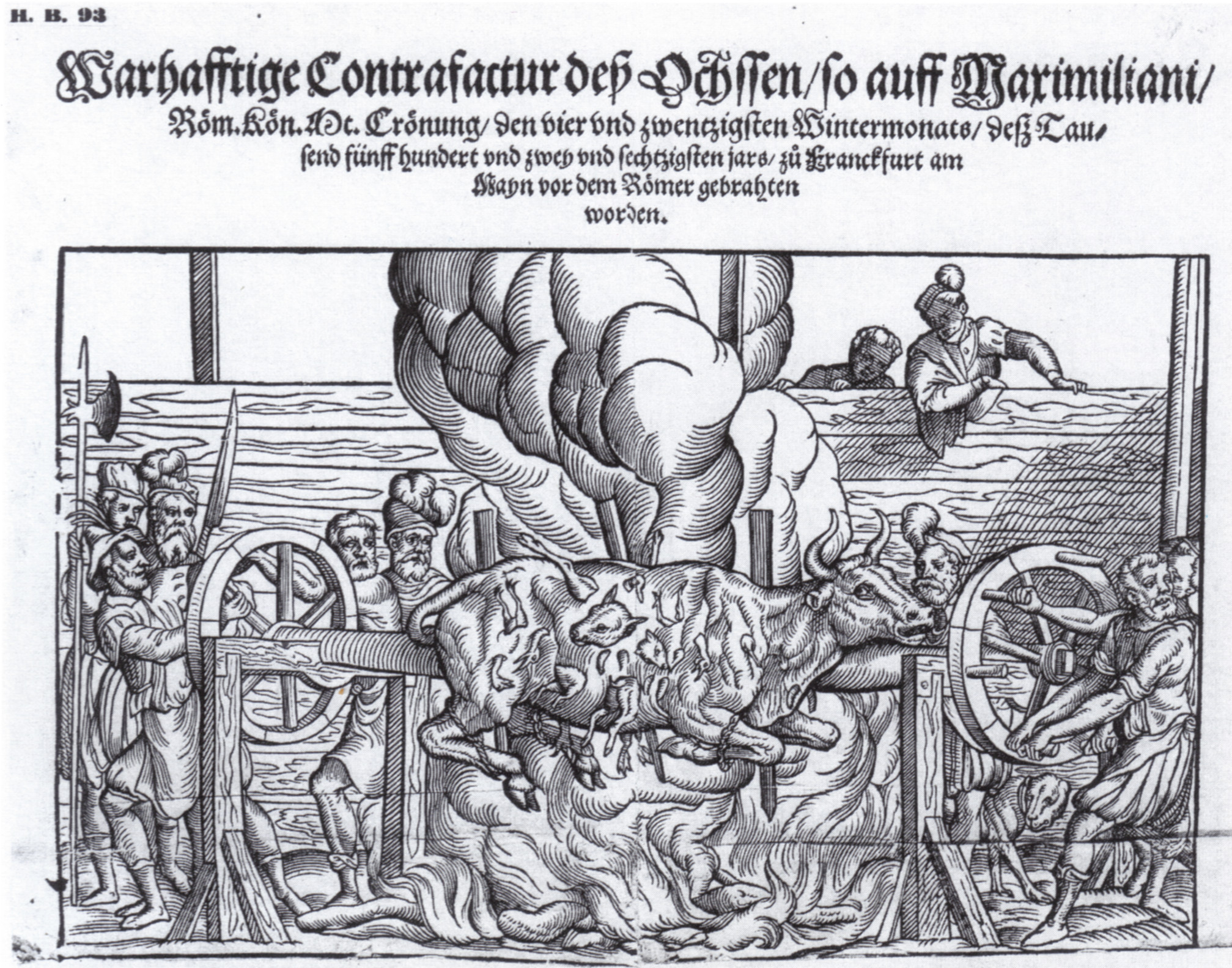
Wół wypełniony jeleniem, świnią, cielęciem i drobiem pieczony na ucztę koronacyjną Maksymiliana II
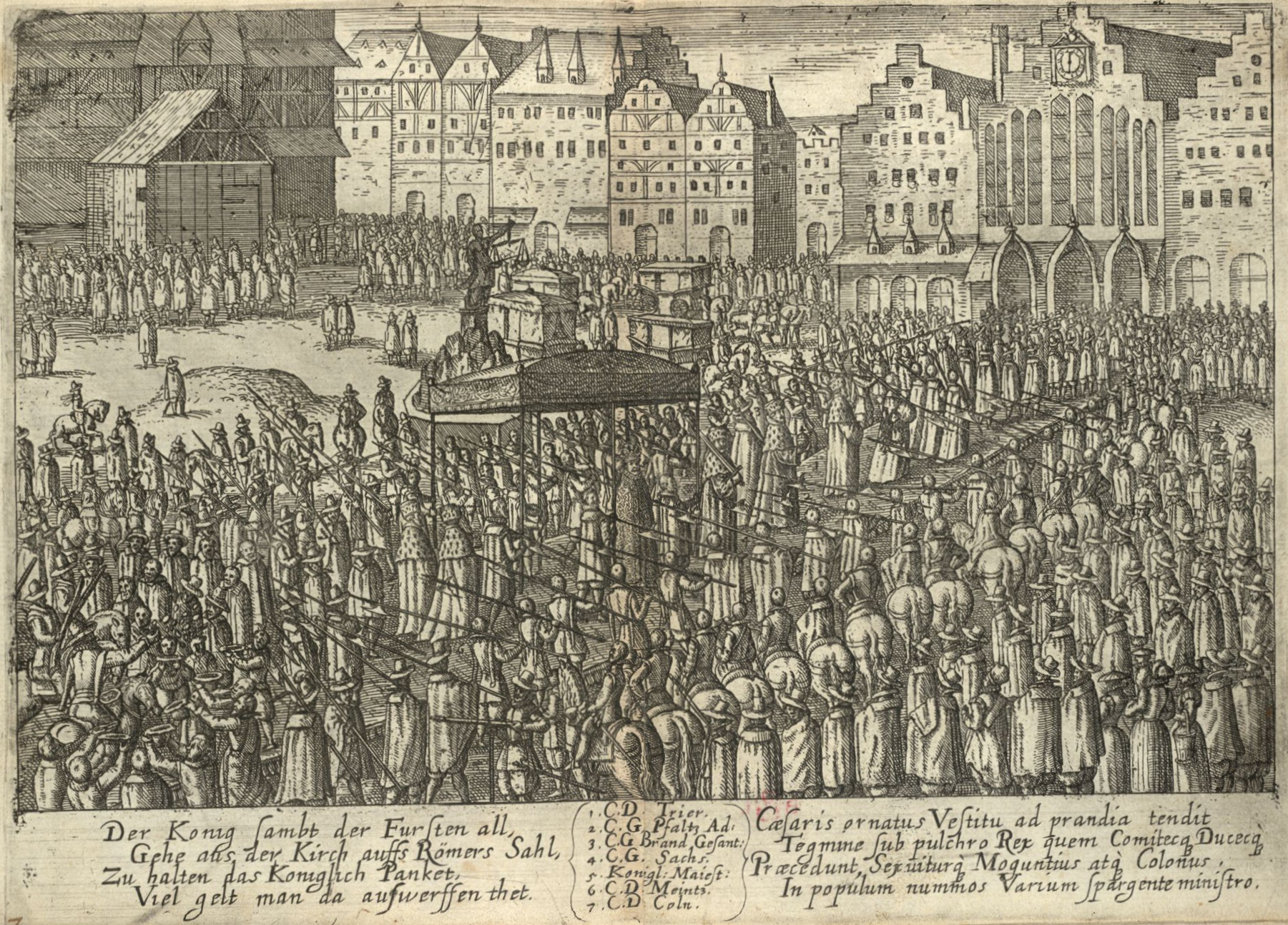
Cesarz Maciej i książęta idą do sali, w której odbędzie się uczta koronacyjna, rzucając monety ludowi
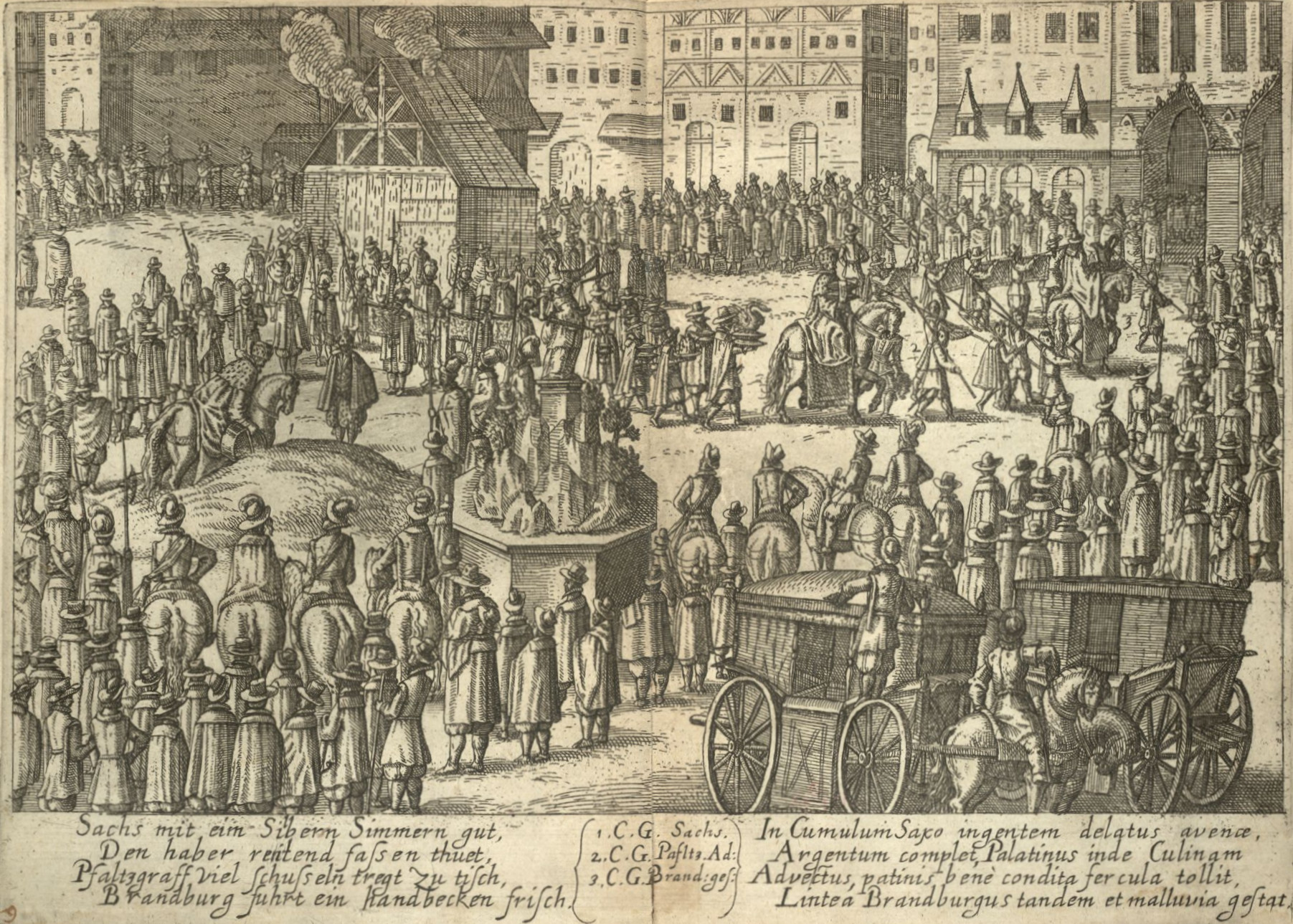
Marszałek, stolnik i podczaszy
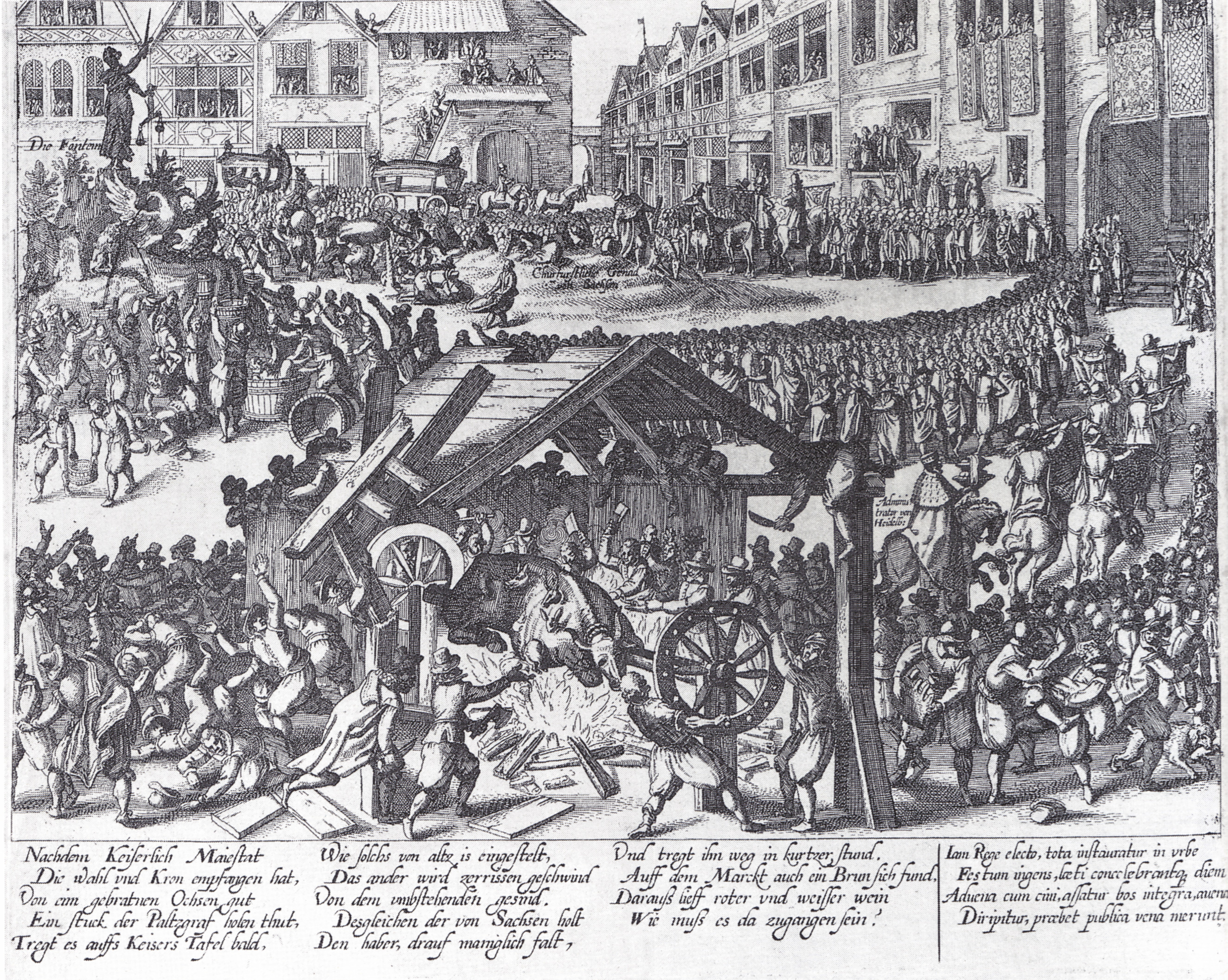
Walka o wołu. Sztych z ok. 1612

Gdy tylko król opuścił kościół po koronacji elektorzy przystępowali do pełnienia swoich honorowych urzędów. Najpierw funkcje tych urzędów były symbolicznie ukazywane zgromadzonym ludziom. Król stał w płaszczu koronacyjnym na balkonie budynku, w którym odbywała się uczta koronacyjna i był pozdrawiany przez lud.
Marszałek Rzeszy, elektor saski, wjeżdżał konno do usypanego na placu stosu owsa i przynosił królowi naczynie z uchem pełne owsa. Elektor brandenburski jako komornik podjeżdżał do stołu i zabierał z niego srebrny dzbanek do mycia rąk oraz ręcznik i brał oba przedmioty do sali, gdzie odbywała się uczta koronacyjna. Elektor Palatynatu jako stolnik brał kawałek upieczonego wołu i zanosił królowi na srebrnym półmisku. Srebrny dzban z winem brał z ustawionego na placu stołu król Czech jako podczaszy. Później instalowano na placu fontannę, z której tryskało białe i czerwone wino. Skarbnik, elektor Hanoweru, rzucał z konia między licznie zgromadzony lud dwa worki srebrnych i złotych monet.
Funkcje te mogli także wypełniać przedstawiciele elektorów. Od momentu gdy koronacje odbywały się we Frankfurcie opisane sceny rozgrywały się na placu przed ratuszem, a następująca po nich uczta w ratuszu.
Upieczonego wołu, owies i fontannę tryskająca winem pozostawiano ludowi. Mimo licznych napomnień i zakazów rady miejskiej dochodziło podczas walki o te rzeczy do wielkich bijatyk, a nawet do wypadków śmiertelnych. Johann Wolfgang Goethe, który był naocznym świadkiem koronacji Józefa II 3 kwietnia 1764 tak ją opisuje w swoim autobiograficznym dziele Dichtung und Wahrheit I,5:
O pieczonego wołu zaś i tym razem jak zawsze doszło do poważnych walk. Kwestią sporną mogła być jedynie jego waga. Dwa cechy, rzeźnicy i winiarze walczyły tak zaciekle, że tylko jednemu z nich mogła przypaść w udziale ta skądinąd olbrzymia pieczeń.
Walka o zdobycie wołu, między rzeźnikami a innymi cechami, ze względu na wyposażenie, zwłaszcza rzeźników, mogła być niebezpieczna dla życia. Przy fontannie z winem przeważnie dochodziło do wielkiego ścisku, ale mało kto się napił ponieważ wino zostało rozlane.
Oprócz żywności lud walczył o inne rzeczy na placu. Rozbierano drewniany szałas pod którym pieczono wołu i fontannę z winem. Opisuje to Goethe i można te wydarzenia zobaczyć na rycinach przedstawiających koronację cesarza Macieja. Z tego powodu magistrat wydał zakaz dotykania krzyża na fontannie. Goethe opisuje, że czerwone sukno, którym wyłożono most na czas konnego przejazdu króla, zostało porwane, zanim wyznaczony człowiek zdołał je zabrać, tak jak to się działo wcześniej.

### Uczta koronacyjna (Krönungsmahl)

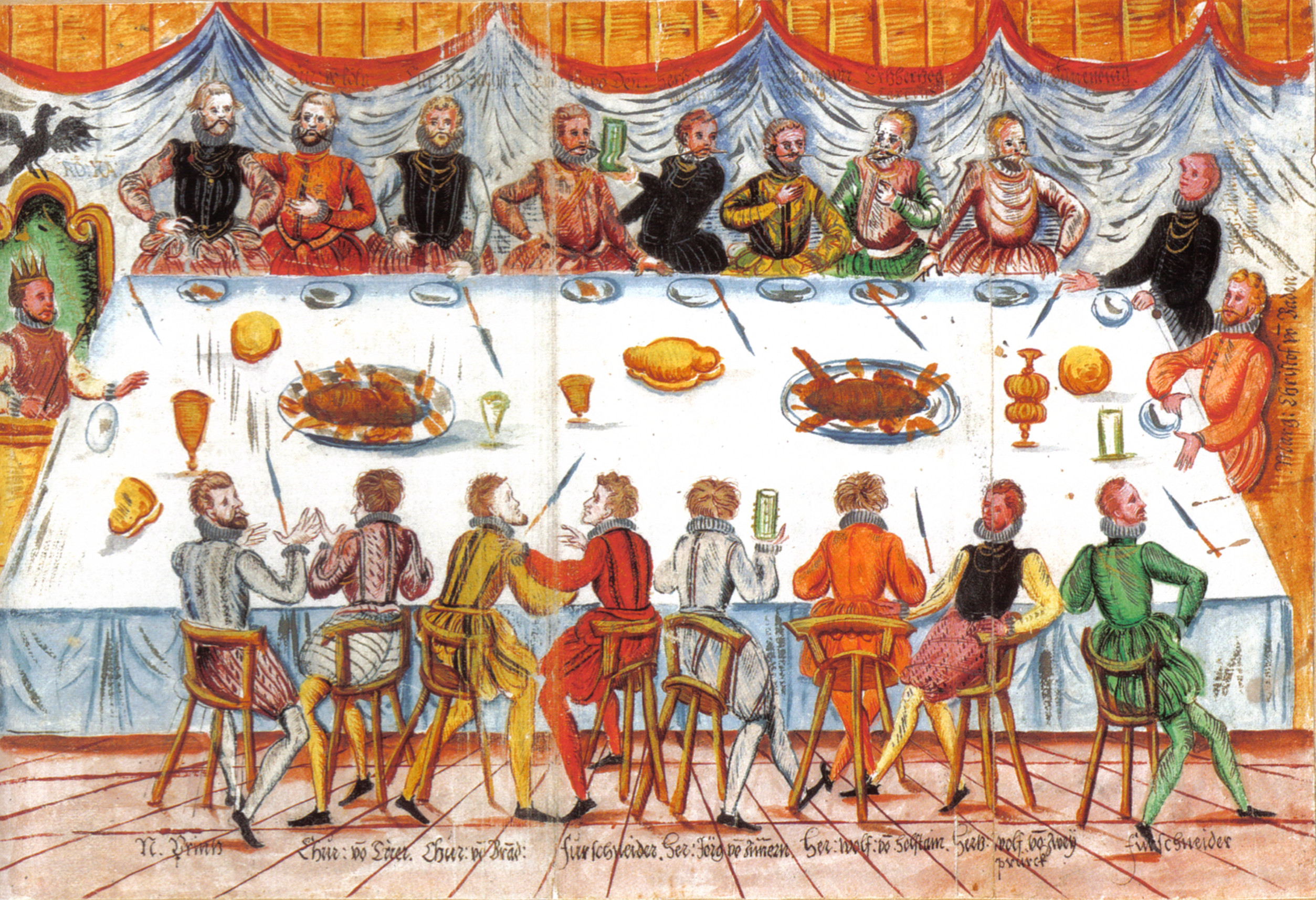
Uczta koronacyjna Ferdynanda I w 1558
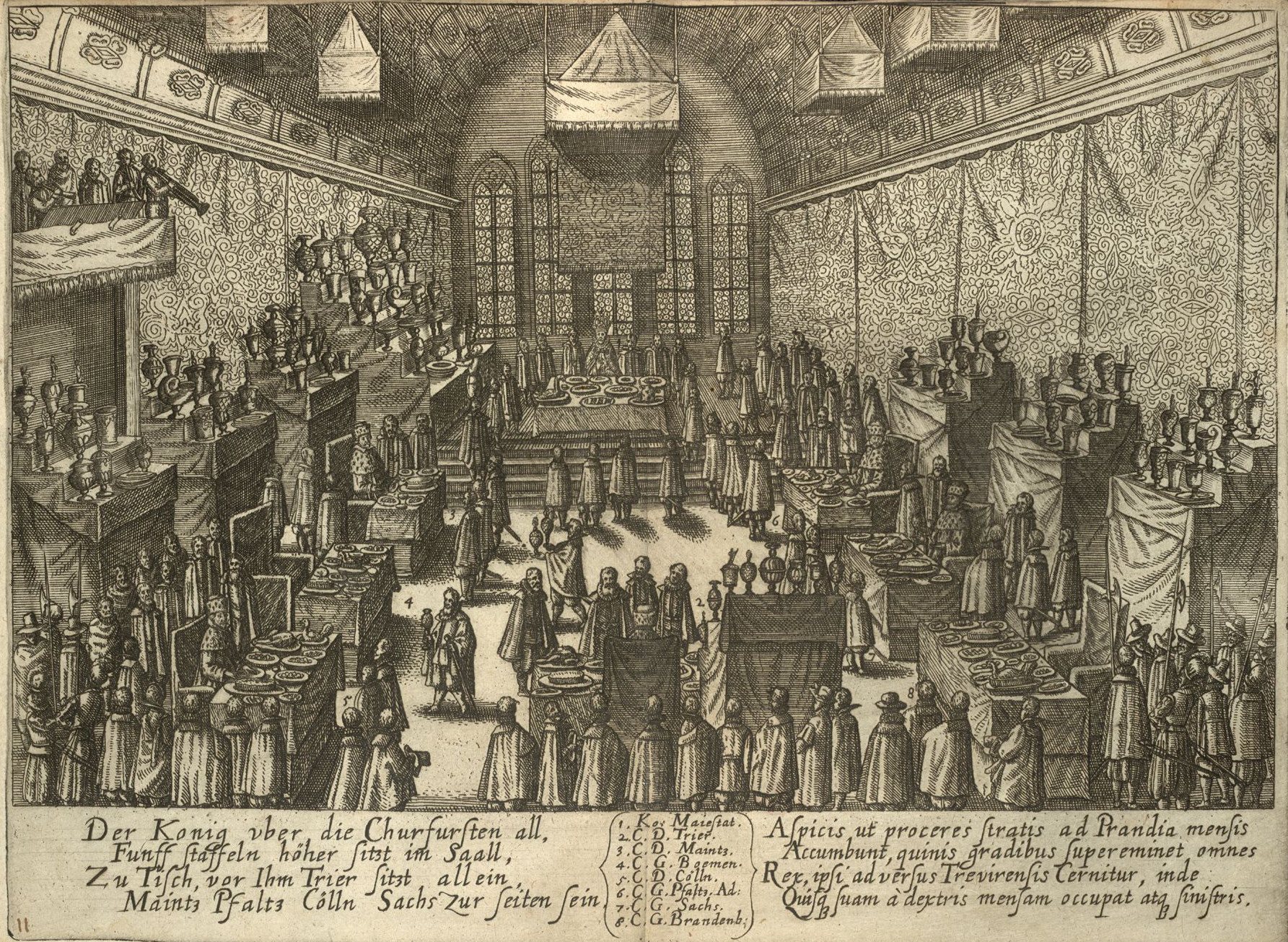
Uczta koronacyjna Macieja
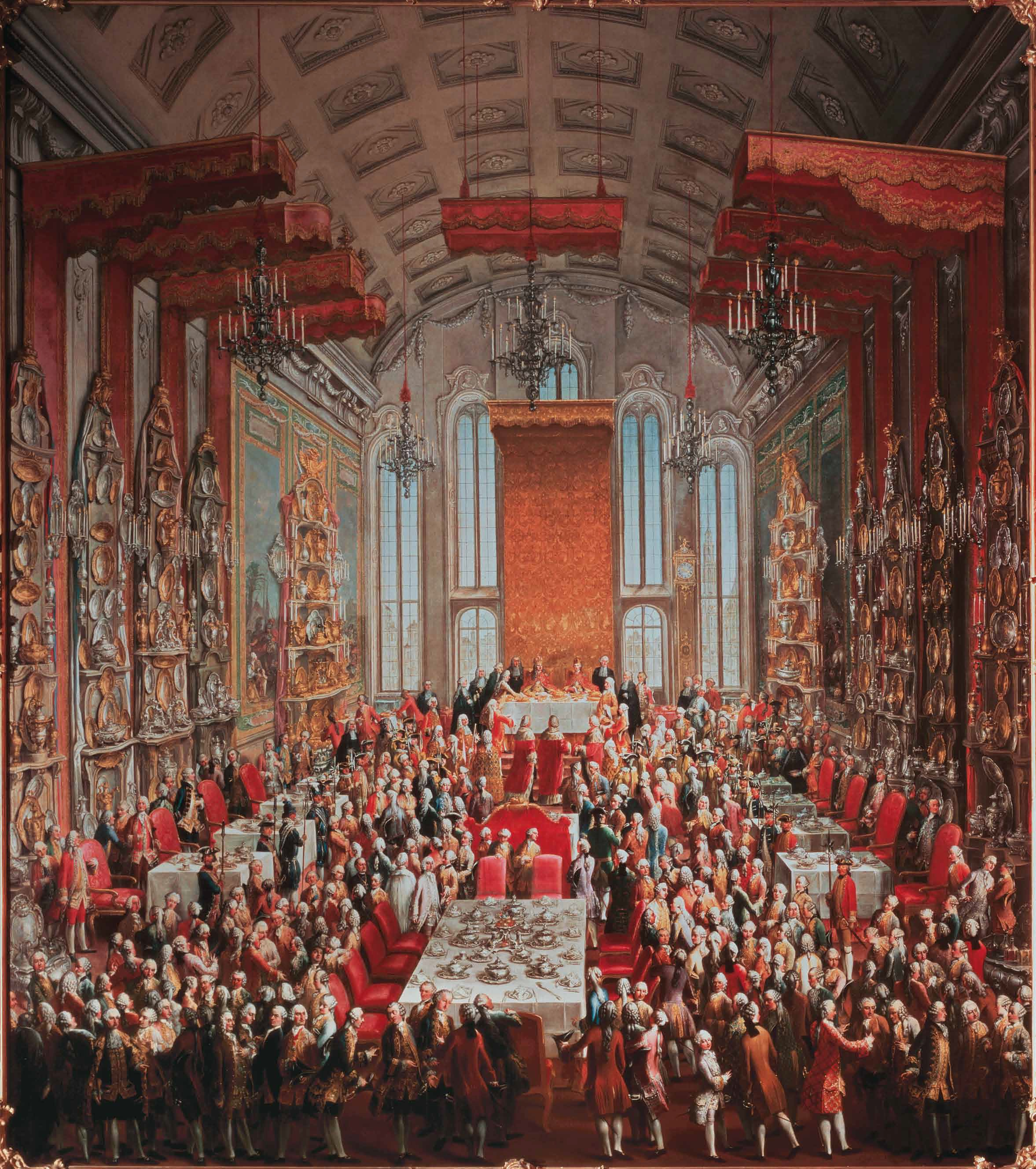
Uczta koronacyjna Józefa II

Uczta koronacyjna, w której król uczestniczył sam lub z małżonką, odbywała się w odróżnieniu od trwających na zewnątrz ludowych rozrywek, w ratuszu według zasad dworskiej etykiety. Przebieg uczty został opisany w Złotej Bulli, aby uniknąć niejasności i sporów także w tym punkcie, gdyż zdarzały się one wcześniej i dotyczyły zwłaszcza kwestii kto ma siedzieć w pobliżu króla. Bulla postanawiała, że władca ma siedzieć o 6 stopni, a elektorzy o stopień wyżej niż pozostali. Królowi i elektorom podawano potrawy przy osobnych stołach. Jeśli elektor nie był obecny miejsce pozostawało puste i nie mogło być zajęte przez jego przedstawiciela.
Na początku elektor Moguncji odmawiał modlitwę, podczaszy zdejmował królowi koronę z głowy, podczas gdy komornik podawał wodę i ręcznik. Stolnik wraz z towarzyszącymi mu marszałkiem, kwatermistrzem, heroldem oraz cesarską i szwajcarską gwardią wnosili pierwsze danie. Pozostałe dania przynosiło 40 hrabiów.
Elektor Moguncji jako kanclerz Rzeszy podawał pieczęć i zawieszał ją na szyi władcy.
W sąsiednich pomieszczeniach ucztowali posiadacze honorowych urzędów, dworzanie, przedstawiciele Norymbergi i Akwizgranu, którzy przybyli z klejnotami, kilku członków magistratu Frankfurtu i inne osoby.
We Frankfurcie uczty koronacyjne odbywały się w tak zwanej Sali Cesarskiej ratusza. W Akwizgranie średniowieczne uczty organizowano w sali królewskiego palatium, a przypuszczalnie od koronacji Karola IV w 1349 r. w sali gotyckiego ratusza. Dokładne dane posiadamy dopiero od czasu koronacji Fryderyka III w 1442 r.

### Hołd

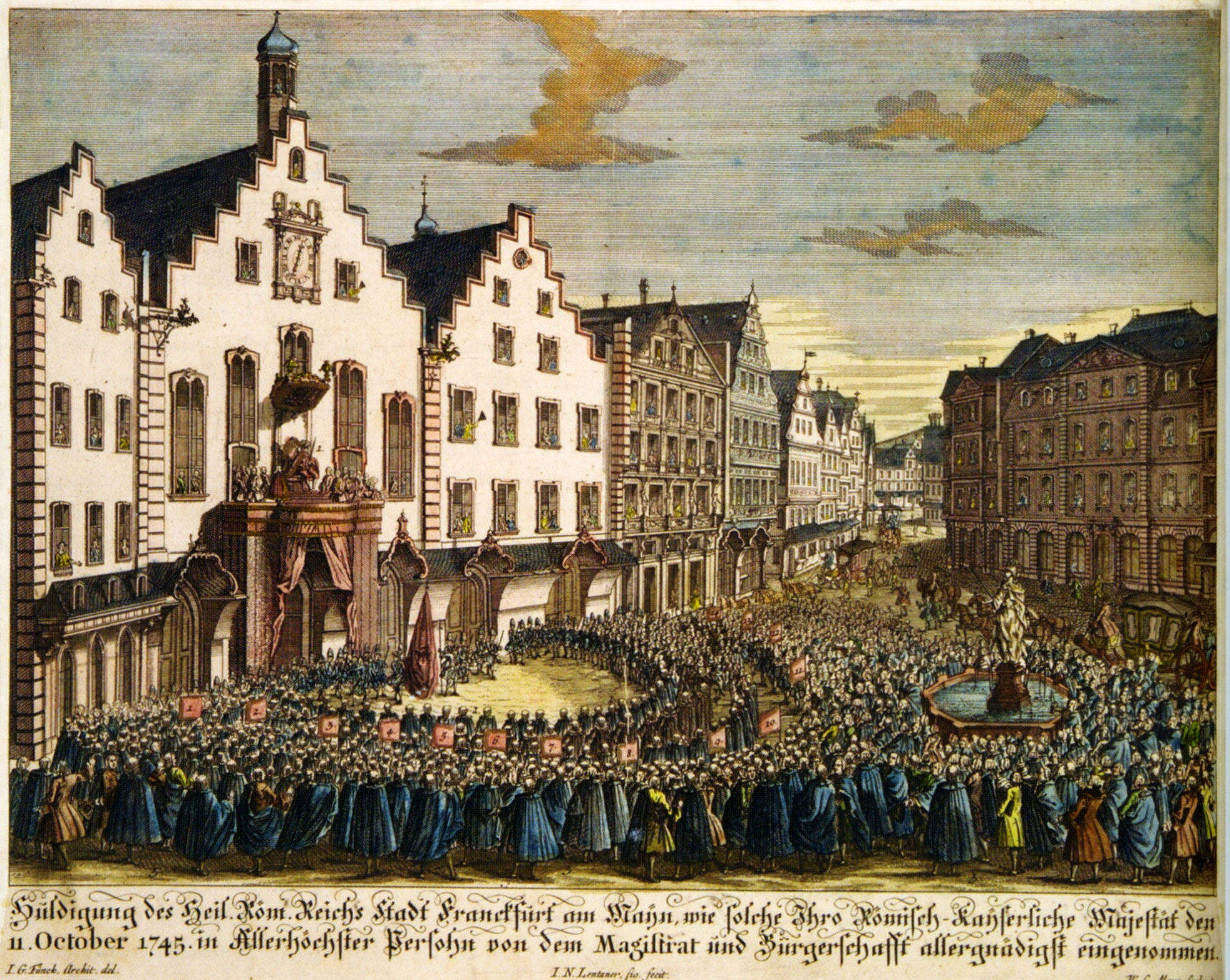
Hołd mieszczan Frankfurtu przed Franciszkiem I w 1745 Miedzioryt kolorowany

Oficjalnym zakończeniem uroczystości był publiczny hołd odbywający się kilka dni po koronacji. Mieszczanie Frankfurtu jako reprezentanci wszystkich stanów Świętego Cesarstwa Rzymskiego gromadzili się według dzielnic wraz ze swoimi chorążymi na placu przed ratuszem i przysięgali władcy wierność i posłuszeństwo. Cesarz, odbierając hołd na drewnianej trybunie ustawionej przed ratuszem, przyrzekał poddanym opiekę i potwierdzał przywileje Frankfurtu jako wolnego miasta Rzeszy.
Mimo oporu rady miejskiej Frankfurtu cesarz Karol VI w 1712 r. przyjął osobny hołd gminy żydowskiej. Odtąd składali go każdemu cesarzowi dorośli, męscy członkowie gminy żydowskiej. Hołd odbywał się na dziedzińcu zbrojowni.

## Zakończenie
Ceremonia koronacji władcy niemieckiego rozwinęła się w ciągu stuleci od świeckiego podniesienia króla na tarczy do trwającego kilka tygodni lub miesięcy procesu, którego widoczną kulminacją była koronacja króla i cesarza, która jednak straciła swoje prawne znaczenie na rzecz wyboru.
Z biegiem czasu w przebiegu uroczystości przemieszały się elementy ludowe, sakralne i polityczne odzwierciedlające elekcyjny charakter monarchii, a poprzez podniosłą i wystawną inscenizację pokazywały ludowi i światu potęgę każdego cesarza.